# Marquesado de Villabenázar

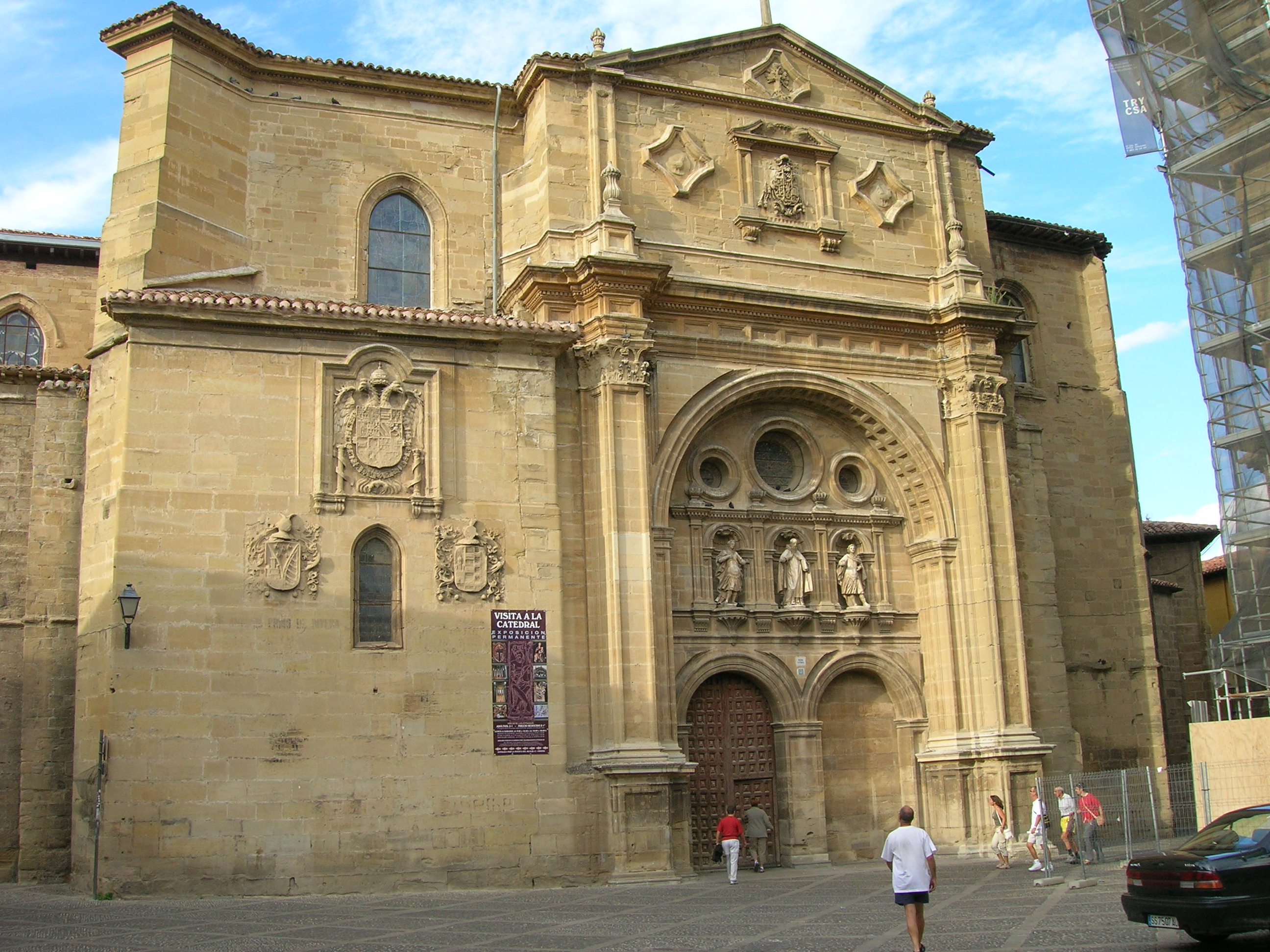
Santo Domingo de la Calzada, en la Rioja, fue sede episcopal desde 1232 y cabeza de corregimiento desde el siglo XV (antes, de merindad, al menos desde el XIII). En esta ciudad tenían su casa principal de habitación los Sámano, señores y marqueses de Villabenázar. El mayorazgo fue fundado en 1537 por Juan de Sámano, I señor de Villabenázar, caballero de Santiago y secretario del Emperador. Este ilustre calceatense fue gran benefactor de la iglesia catedral del Salvador y mandó labrar el escudo imperial que adorna su fachada, acompañado de otros dos menores con sus propias armas y las de su primera mujer.

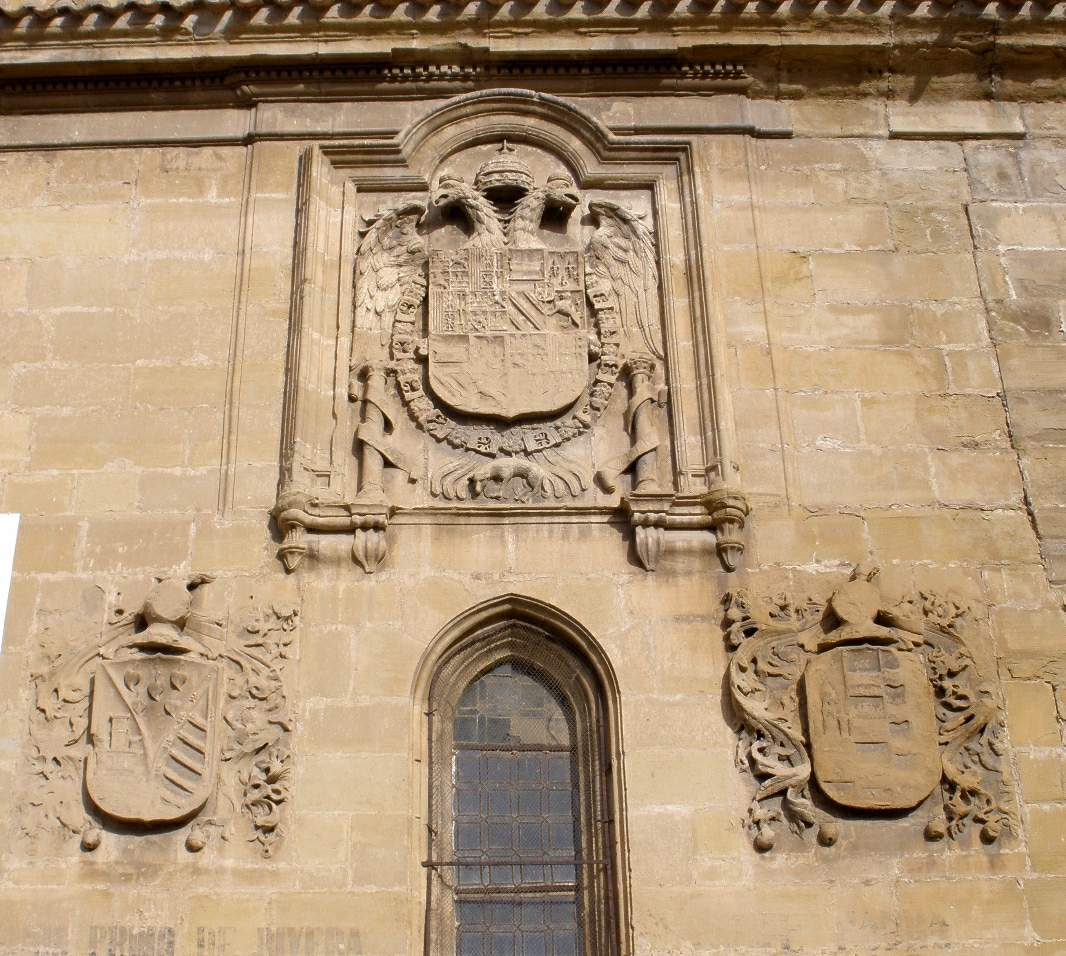
Detalle de los escudos de la fachada de la Catedral de la Calzada. En posición y tamaño preeminente y enmarcado por un alfiz mixtilíneo, el del emperador y rey Carlos I, con sus armas grandes, águila bicéfala, corona imperial y toisón de oro. Los dos de debajo ostentan respectivamente las armas de Sámano y Castejón, y corresponden a Juan de Sámano, I señor de Villabenázar, caballero de la Orden de Santiago, prestamero mayor de Vizcaya, gentilhombre de boca del citado monarca y su secretario en el Consejo de Indias, y a Juana de Castejón, su primera mujer, hija del señor de esta casa en Ágreda.

El marquesado de Villabenázar es un título nobiliario español. Fue concedido como título de Sicilia el 2 de noviembre de 1666, por el rey Carlos II de España, en favor de José Jacinto de Sámano y Urbina, señor del coto de Villabenázar y villa de Cidamón en la Rioja y de las de Bergüenda y Comunión en Álava, castellano perpetuo de Laguardia. Pero convertido tempranamente en título de Castilla, se sucedió siempre como tal, ocasionando dos pleitos —en el siglo XVIII y en el XXI— que se siguieron ante la jurisdicción española.
Este título fue rehabilitado dos veces: la primera en 1916, por el rey Alfonso XIII, en favor de Matilde Fontagud y Valenzuela, que fue la XI marquesa.
Y fue rehabilitado de nuevo en 1983, por Juan Carlos I, en favor de Lorenzo Álvarez de Toledo y Mencos, que fue hasta su fallecimiento el XII poseedor legal del título aunque envuelto en un pleito sucesorio, que se falló después de sus días por sentencia de 2001 que estimaba el mejor derecho de Manuel Vázquez de Parga y Rojí.
Su denominación alude al lugar y coto redondo de Villabenázar, que era de señorío del concesionario, situado en el municipio de Grañón en la Rioja Alta. Este coto señorial fue vinculado en 1539 por Juan de Sámano, el primer señor, quien lo señalaba como «término redondo e lugar solariego». Figura en nomencladores anteriores a la división provincial de 1833 como «granja de señorío» del marqués de su título, situada en la antigua provincia de Burgos, partido de Santo Domingo de la Calzada y obispado de Calahorra y la Calzada.
Pero se trata de una denominación ambigua, porque también aludía a un feudo radicado en Sicilia. En efecto, los títulos de Sicilia eran tradicionalmente de carácter real y feudal. El procedimiento para su creación era que el rey erigía en feudo y en dignidad nobiliaria una tierra que ya poseía el concesionario en dicho reino, o que el concesor le donaba en el mismo acto. Por tanto, José de Sámano y Urbina tuvo que adquirir una porción de tierra en la isla como base territorial del marquesado, y viéndose en ocasión de darle el nombre bajo el que le sería enfeudada, eligió el mismo del señorío que ya poseía en la Rioja.

## Mayorazgo y orden sucesorio
El título de marqués quedó vinculado a un mayorazgo que poseía el concesionario, fundado en 1537 por Juan de Sámano, su bisabuelo materno, al que era anejo el señorío de Villabenázar. Los llamamientos de este mayorazgo son por tanto la norma por la que se rige la sucesión del marquesado.
Dicho Juan de Sámano, I señor de Villabenázar, fue caballero de la Orden de Santiago, prestamero mayor de Vizcaya, gentilhombre de boca del emperador y rey Carlos I y su secretario en el Consejo de Indias. Casó dos veces: con Juana de Castejón y con Ana de Mendoza, y de ambas tuvo prole. El citado monarca le autorizó para fundar mayorazgos el 28 de septiembre de 1537, y con esta facultad instituyó dos:
- Fundó el primer mayorazgo por escritura del mismo año 1537, y le hizo agregaciones y modificaciones por otras de 1539, 1551 y 1554. Este es el mayorazgo principal de los Sámano, al que se alude como el de Villabenázar y al que después quedó vinculado el marquesado. El fundador señaló para integrarlo las jurisdicciones, oficios perpetuos y patronatos que poseía, y cuantiosos bienes y rentas, con obligación para los poseedores de llevar en primer lugar el apellido de Sámano, de usar sus armas, de mantener por principal la casa de Santo Domingo de la Calzada, y de enterrarse en la capilla que había fundado en la Catedral de esta ciudad.[5]

- Y en 1551 fundó un segundo vínculo para la descendencia de su segundo matrimonio.[5]

El fundador llamaba en primer lugar a poseer el mayorazgo de Villabenázar a los hijos varones habidos de su primera mujer, por orden de su nacimiento y por agnación rigurosa, y si faltare su descendencia agnada llamaba a la descendencia femenina de los mismos, con distintos llamamientos. Y si faltare toda descendencia de dichos hijos varones, llamaba a la de sus hijas del primer matrimonio. Y solo si se acabare la descendencia de su primera mujer, llamaba a los descendientes de la segunda, disponiendo en tal caso que el mayorazgo principal se agregase al segundo que fundó.
Como más abajo se expondrá por menor, varias de estas cláusulas entraron en vigencia conforme ocurrieron los casos previstos. El mayorazgo se sucedió primero por agnación, hasta que en 1607, por muerte del III señor de Villabenázar, quedó extinguida la descendencia de los hijos varones del primer matrimonio del fundador, pasando el vínculo a la de sus hijas del primer matrimonio, y así recayó en su biznieta Luisa Gasca de la Vega y Díez de Aux Armendariz, que al suceder en la casa se antepuso el apellido Sámano. Y en 1616, al morir esta señora sin prole, quedó extinguida toda la descendencia del primer matrimonio del fundador, por lo que el mayorazgo principal debía agregarse al segundo, que por entonces poseía José Antonio de Sámano y Vitoria, nieto agnado del fundador y de Ana Hurtado de Mendoza, su segunda mujer, que fue el V señor de Villabenázar. Y hacia 1630, al morir José Antonio de Sámano también sin posteridad, pasaron ambos mayorazgos a Juan Baltasar de Urbina y Sámano, nieto del fundador por hija de su segundo matrimonio, que al convertirse en VI señor de Villabenázar se antepuso también el apellido Sámano. Este fue el padre del primer marqués. Habiendo quedado ambos mayorazgos definitivamente agregados, y conforme a los llamamientos del segundo, se sucedieron por agnación fingida mientras duró la varonía de los Urbina, que fue hasta el último tercio del XVIII. Y solo entonces, después de los días de José Benito de Sámano Urbina y Valladares, VII marqués de Villabenázar, la casa empezó a regirse por llamamientos regulares recayendo en los Samaniego, que ya no se antepusieron el apellido Sámano.

Otrosí queremos e mandamos que el dicho Francisco de Sámano, nuestro hijo primero, constituido y llamado a este nuestro mayorazgo, e otra cualquier persona que en él sucediere, se llame e nombre por apellido de Sámano primero que otro apellido ninguno, e si sucediere en él hembra, así ella como el marido que tuviere sean tenudos de tomar este renombre e apellido de Sámano e de nombrarse e firmarse en sus firmas por primero que otro apellido; e así mismo ordenamos que traigan nuestras armas de Sámano e Castejón derechamente e por principales e a la mano derecha en sus escudos de armas, que son de esta manera: un escudo hecho dos partes, que en la primera de a mano derecha están las armas de mí el dicho Juan de Sámano, que son cinco panelas verdes en campo de oro, y por orla ocho armiños en campo blanco de plata, y en la otra parte de a mano izquierda están las armas de mí la dicha doña Juana de Castejón, que esta mitad del escudo está hecha dos partes, y en la parte alta está un castillo de oro en campo colorado, y en la parte de abajo están tres fajas negras en campo blanco de plata, y por orla ocho escudos azules con una banda blanca en campo colorado y un yelmo abierto encima del dicho escudo con sus trascoles y dependencias a follajes de verde y oro, y por timbre y devisa un armiño blanco al natural vivo.
Juan de Sámano y doña Juana de Castejón

## Lista de señores y marqueses
|                                                    | Titular                                            | Periodo                 |
| Señores de Villabenázar                            | Señores de Villabenázar                            | Señores de Villabenázar |
| -------------------------------------------------- | -------------------------------------------------- | ----------------------- |
| I                                                  | Juan de Sámano (secretario del Emperador)          | c.1550-1558             |
| II                                                 | Juan Adán de Sámano y Castejón                     | 1558-c.1598             |
| III                                                | Antonio de Sámano y Díez de Aux Armendáriz         | c.1598-1607             |
| IV                                                 | Luisa Antonia de Sámano y Gasca de la Vega         | 1607-1616               |
| V                                                  | José Antonio de Sámano Vitoria y Reinoso           | 1616-c.1630             |
| VI                                                 | Juan Baltasar de Sámano y Urbina                   | c.1630-c.1640           |
| VII                                                | José Jacinto de Sámano y Urbina (el I marqués)     | c.1640-c.1670           |
| Marqueses de Villabenázar (concesión de Carlos II) |                                                    |                         |
| I                                                  | José Jacinto de Sámano y Urbina                    | 1666-c.1670             |
| II                                                 | Juan José de Sámano Urbina y Guerrero              | c.1670-c.1687           |
| III                                                | Antonio José de Sámano Urbina y Guerrero           | 1689-c.1710             |
| IV                                                 | Antonio Francisco de Sámano Urbina y Sandoval      | c.1710-1721             |
| V                                                  | Antonio Alejandro de Sámano Urbina y Tebes         | 1721-1745               |
| VI                                                 | Isidoro o Isidro de Sámano Urbina y Tebes          | 1745-1754               |
| VII                                                | José Benito de Sámano Urbina y Valladares          | 1754-c.1770             |
| VIII                                               | María del Pilar Fausta de Sámano Urbina y Velandia | c.1770-1783             |
| IX                                                 | Joaquín Félix de Samaniego Sámano y Urbina         | 1783-1844               |
| X                                                  | Joaquín de la Cruz de Samaniego Pizarro y Godoy    | 1848-1857               |
| Rehabilitación por Alfonso XIII                    |                                                    |                         |
| XI                                                 | Matilde Fontagud y Valenzuela                      | 1916-1923               |
| Rehabilitación por Juan Carlos I                   |                                                    |                         |
| XII                                                | Lorenzo Álvarez de Toledo y Mencos                 | 1983-2001               |
| XIII                                               | Manuel Vázquez de Parga y Rojí                     | 2002-2003               |
| XIV                                                | María del Carmen Vázquez de Parga y Andrade        | 2003-hoy                |

## Historia genealógica

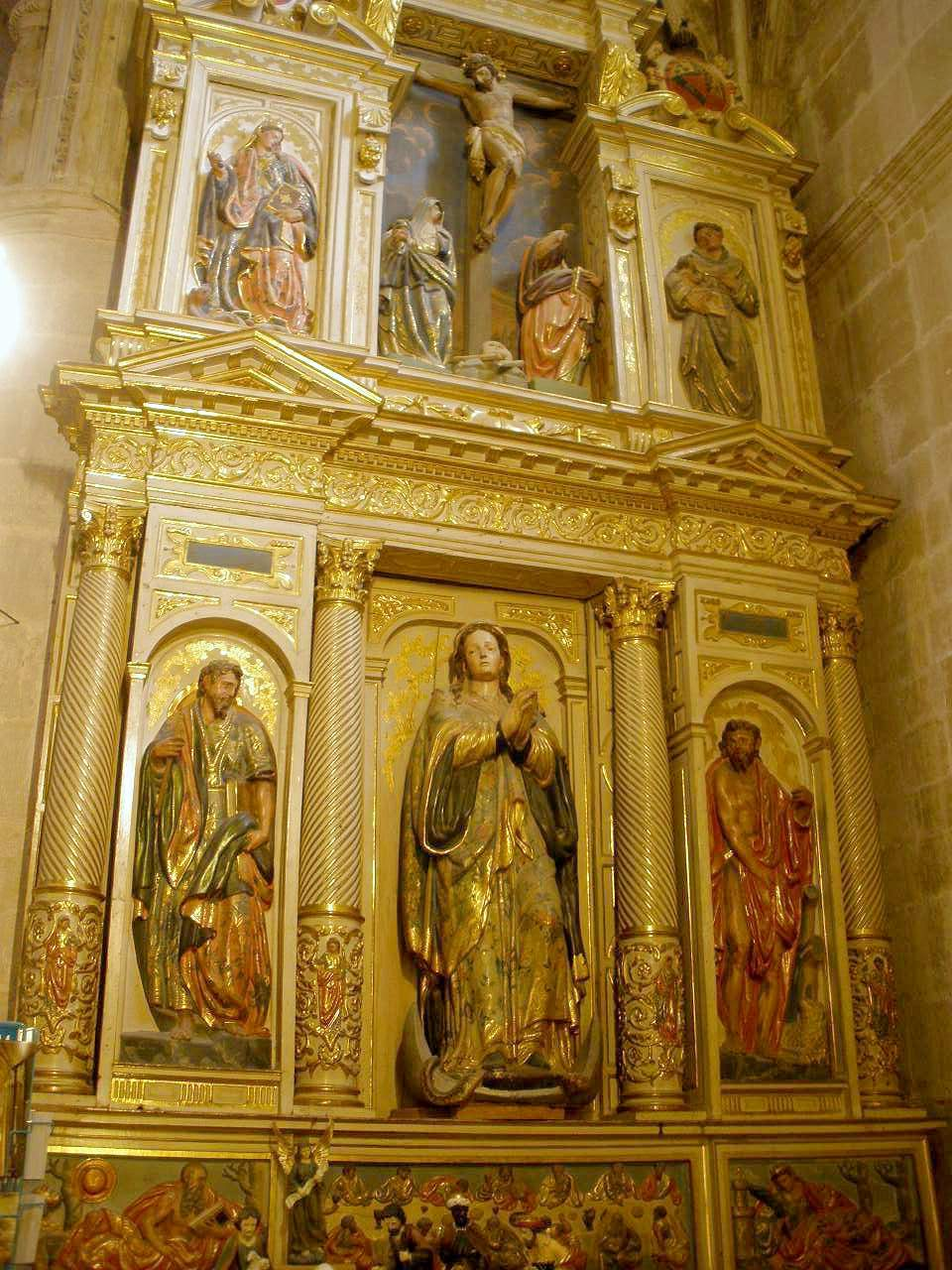
El secretario Juan de Sámano fundó y dotó largamente en la Catedral de la Calzada la Capilla de la Inmaculada Concepción de Nuestra Señora. El patronato de esta capilla y la presentación de sus capellanías siguió en sus descendientes los marqueses de Villabenázar, que también tenían aquí sus enterramientos. Retablo e imágenes son de estilo y época renacentista.

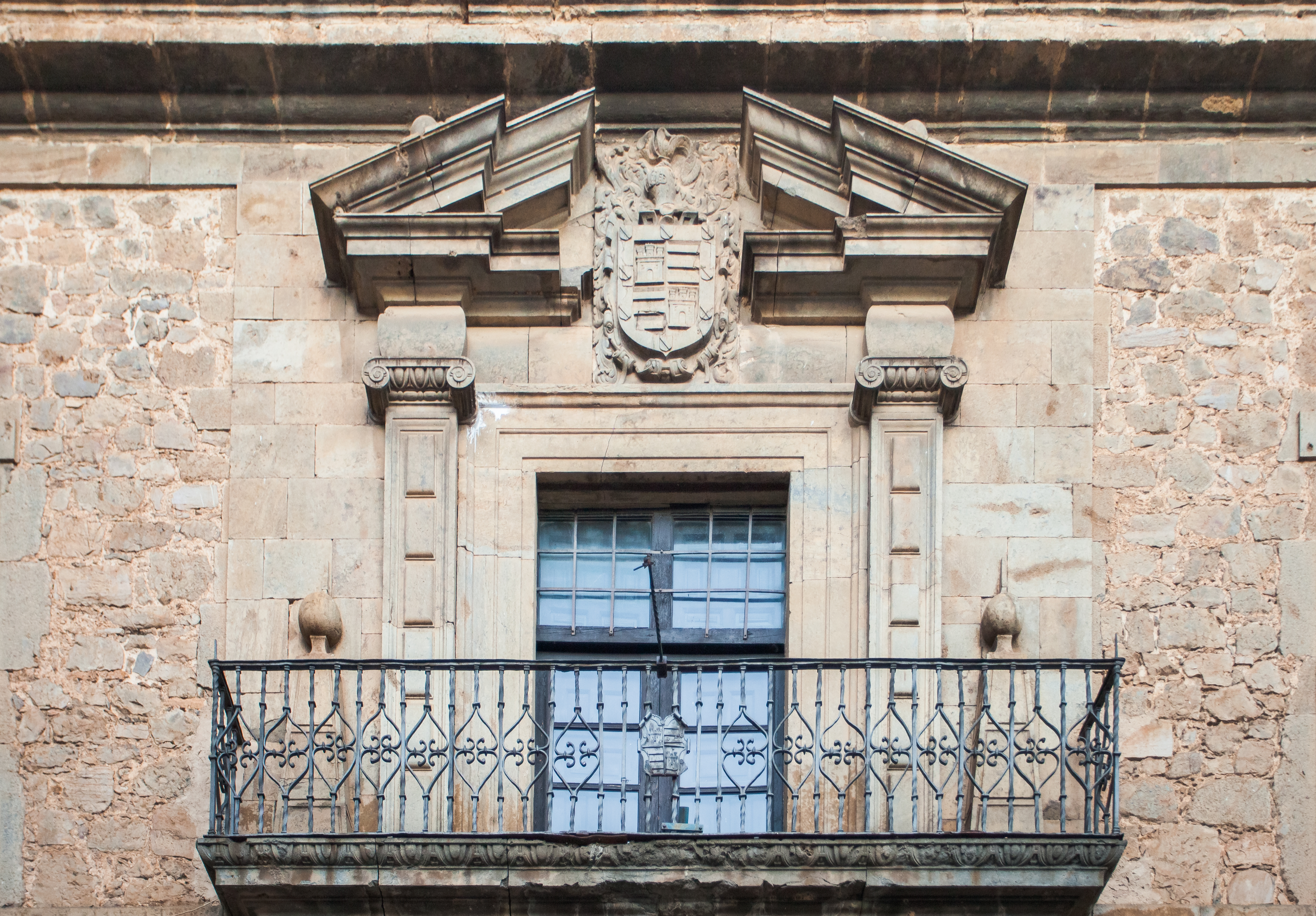
Armas de los González de Castejón en el Palacio de los Castejón de Ágreda.

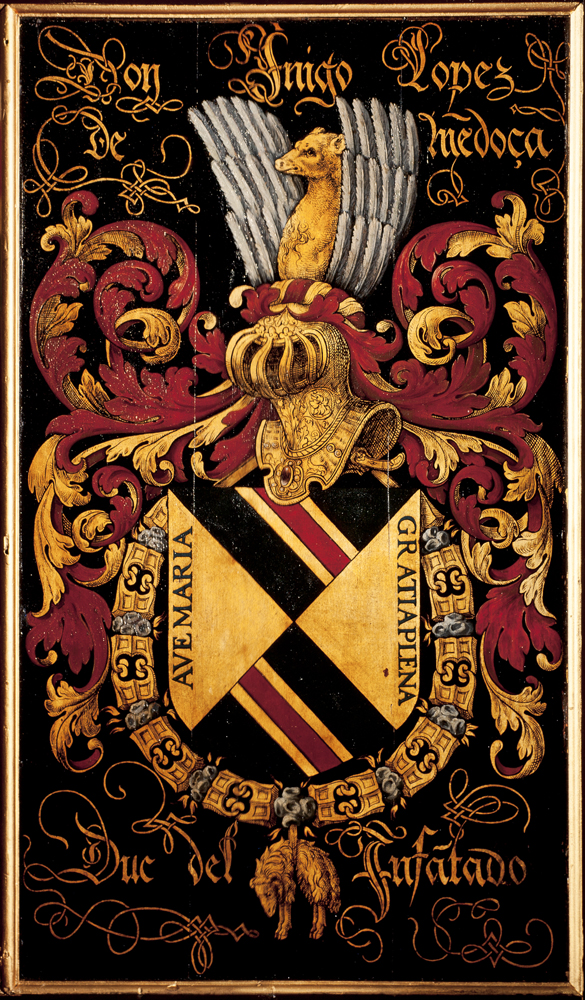
Las armas de los Mendoza en la Catedral de San Bavón de Gante. Los cuarteles de oro con la salutación angélica corresponden al entronque de la Vega.

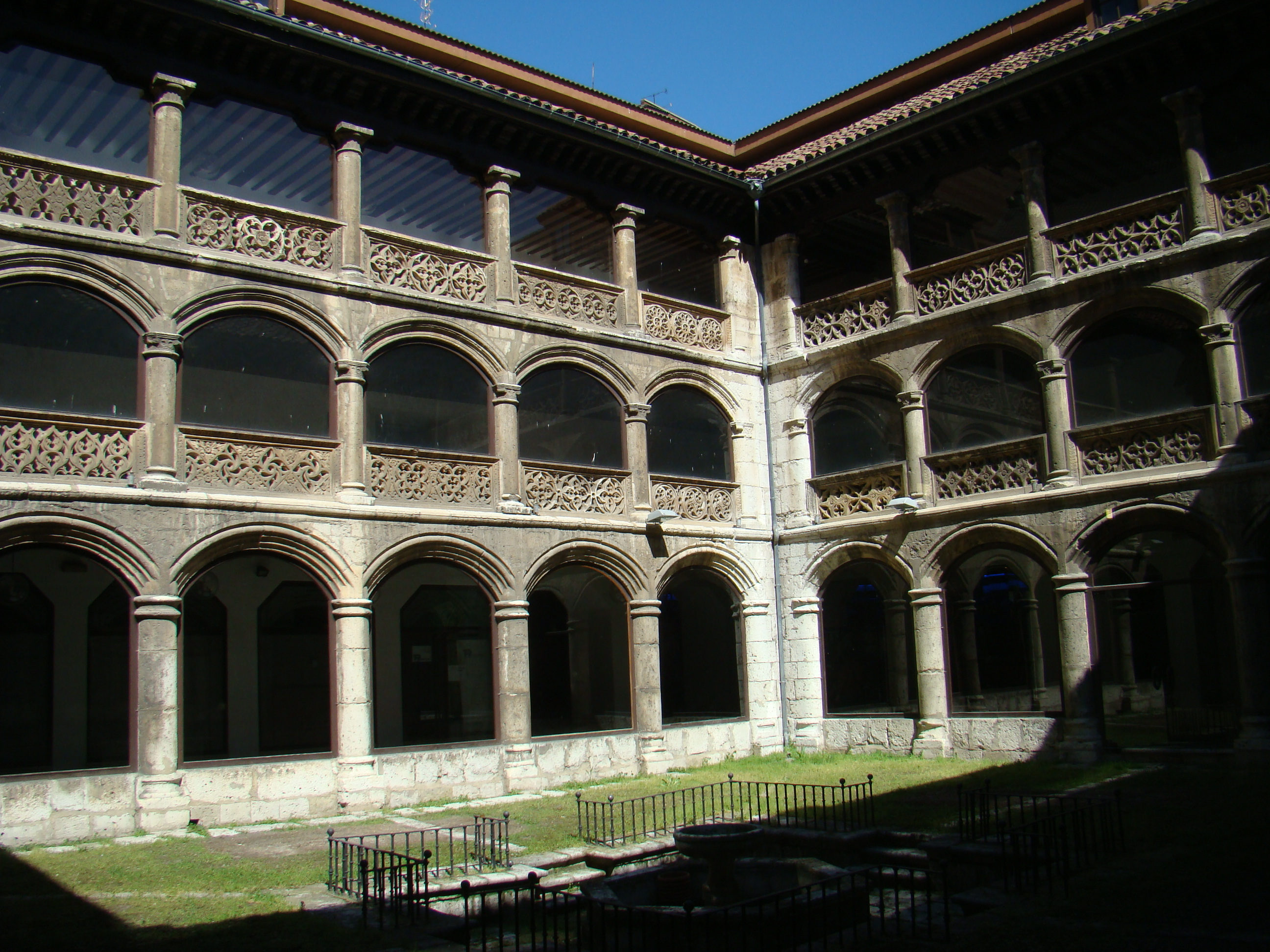
Claustro del convento de Santa Cruz de Valladolid, de comendadoras de Santiago.

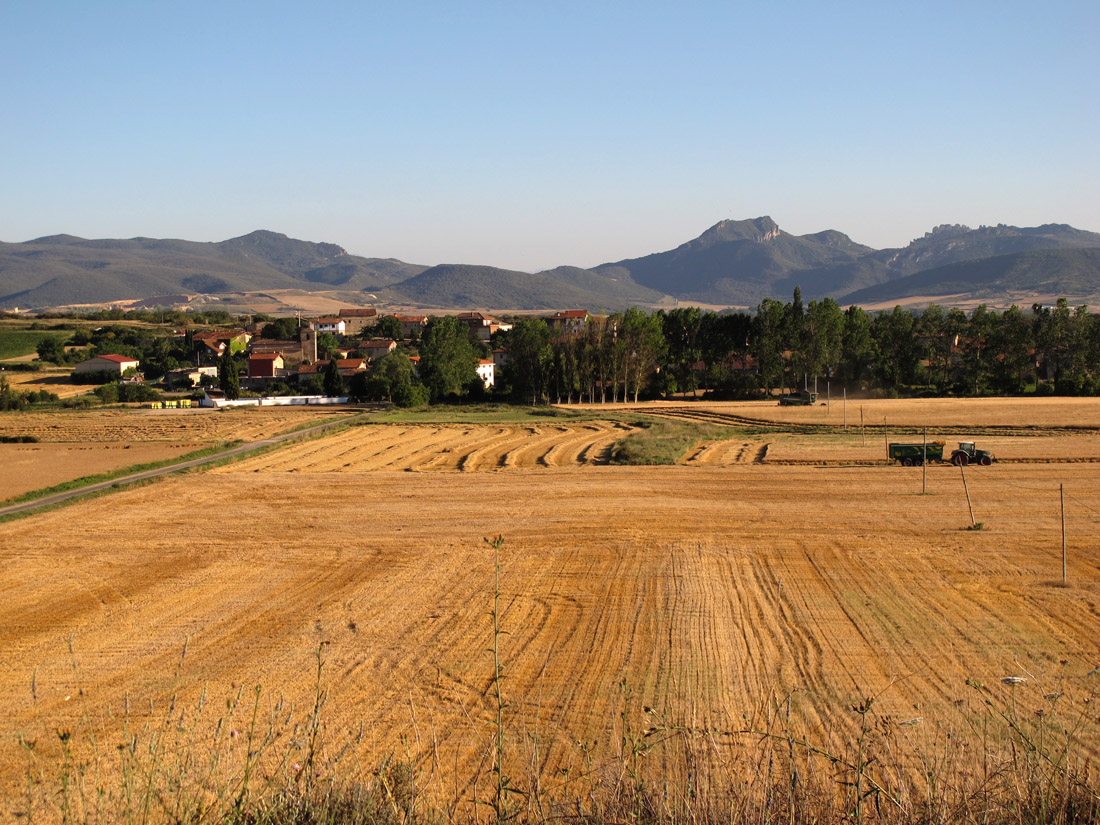
La villa de Comunión en Álava. Se distingue la torre de la iglesia románica de los Santos Cornelio y Cipriano.

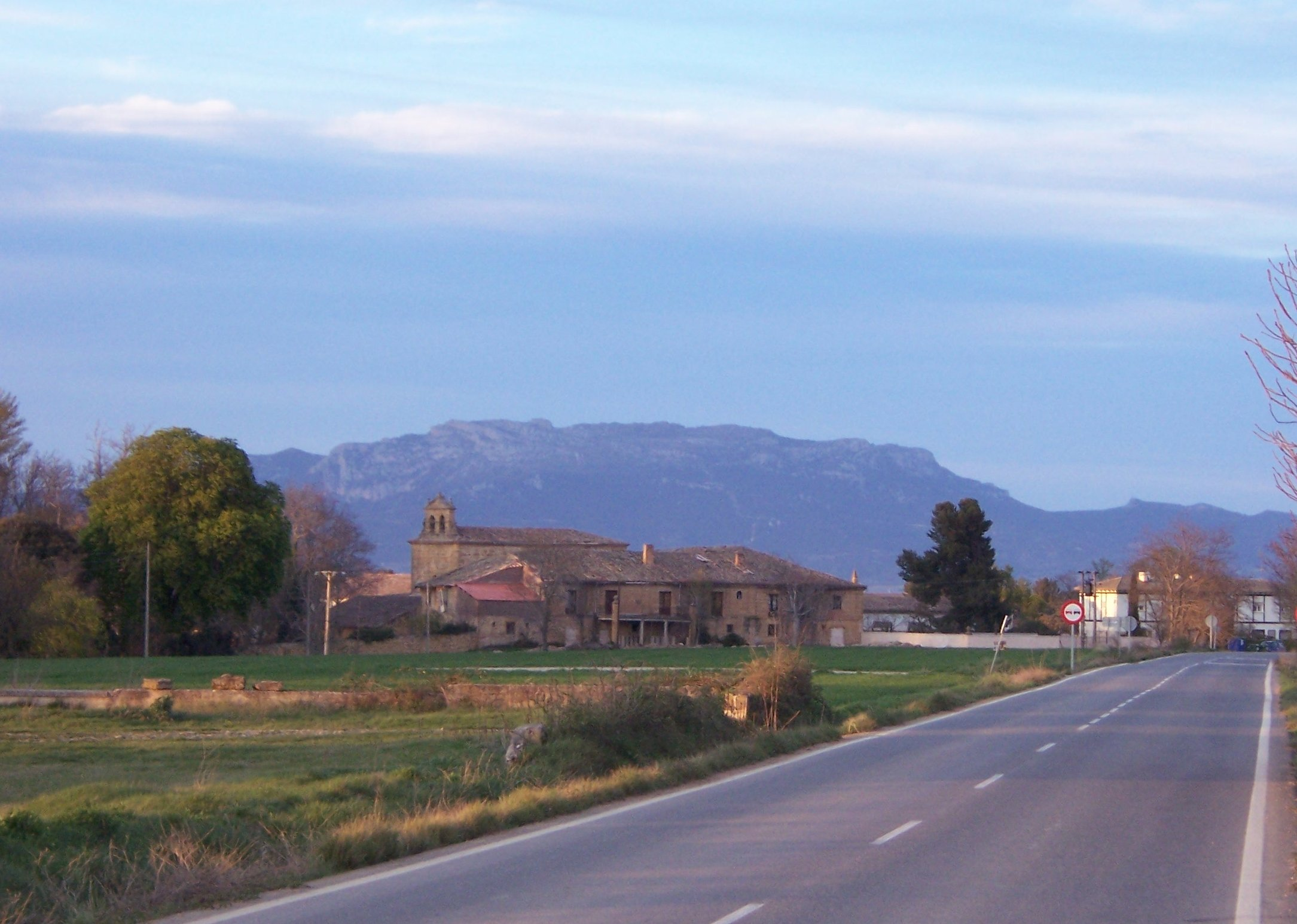
La villa de Cidamón en la Rioja. Sobre el caserío campea la espadaña de la antigua parroquial de Nuestra Señora de los Ángeles.

### Señores de Villabenázar
(Varonía Sámano) Fundador del mayorazgo y primer señor
El concesionario del señorío, fundador del mayorazgo y bisabuelo materno del primer marqués fue
• Juan de Sámano, señor del coto de Villabenázar y villa de Cidamón en la Rioja Alta, y de las de Morillas, Subijana y Ormijana en Álava, poseedor del solar de su linaje en el lugar de Sámano, municipio de Castro Urdiales y corregimiento de las Cuatro Villas (actual comunidad de Cantabria). Fue caballero de la Orden de Santiago, prestamero mayor del señorío de Vizcaya, gentilhombre de boca de S.M. el Emperador y su secretario en el Consejo de Indias.
Nacido en Santo Domingo de la Calzada en la última década del siglo XV, falleció en Valladolid el 4 de septiembre de 1558, habiendo testado dos días antes a fe de Martín de Ramóin, escribano de cámara y oficial en la Secretaría de Indias.
Era hijo de Juan Sánchez de Sámano, poseedor de la casa del lugar de Sámano pero avecindado en la Rioja como escribano y regidor de la ciudad de la Calzada, y de Juana García de Samaniego, su mujer, de linaje navarro. Y sobrino de Pedro de Sámano, secretario del rey Fernando el Católico, cuyo valimiento le franqueó la entrada en la corte. Quedó subrogado en la primogenitura del linaje y sucedió en los bienes solariegos al morir sin prole su hermano mayor, llamado también Pedro de Sámano, que les dejó por herederos a él y a un tercer hermano: Amador de Sámano, clérigo.
El Emperador le concedió las citadas jurisdicciones, así como el oficio de notario mayor del reino de León (que cedió a su hijo Juan), el monopolio de las escribanías mayores del Gobierno y Audiencias y Chancillerías de Indias y otras muchas mercedes.
Poseyó también la torre de Villalobar, sita en el municipio de Villalobar de Rioja, aledaño a Santo Domingo de la Calzada, y en 1539 la agregó al mayorazgo de Villabenázar. Esta torre medieval, cabeza de un antiguo coto jurisdiccional, había pertenecido a señores laicos y después al monasterio  de San Miguel de la Morcuera, pero a los monjes jerónimos se la disputaba la ciudad de la Calzada, que en 1514 obtuvo el pleno dominio del señorío. Poco después la ciudad vendió la torre a los Sámano, con sus bienes anejos (otra casa, un molino y varias fincas rústicas) pero reteniendo la jurisdicción. El comprador debió de ser Juan Sánchez de Sámano (el padre del secretario) o alguno de sus hijos.
En 1537 fundó el opulento mayorazgo familiar, como se ha dicho, con facultad real del mismo año. Y en 1551 un segundo mayorazgo para su descendencia del segundo matrimonio.
Casó dos veces: la primera con Juana de Castejón, que nació frisando el XVI en Ágreda, comarca del Moncayo y actual provincia de Soria, y murió prematuramente en 1539 (probablemente de sobreparto). Era hija de Diego González de Castejón y Malo, mayorazgo del palacio de los Castejones en dicha villa y señor de la de Velamazán, y de Catalina de Río y Fuenmayor, su mujer; nieta de Martín González de Castejón, señor del mismo estado y casa, y de María González Malo, natural de Molina de Aragón, y materna de Pedro González de Río, natural Yanguas, mayorazgo en esta villa soriana y alcaide de su fortaleza, y de María Díez de Fuenmayor, de la casa de su apellido en Ágreda.
Y casó segunda vez con Ana de Mendoza, hija de Álvaro Hurtado de Mendoza y Guzmán, señor de Mendívil, de la Ribera y de Bergüenda, Fontecha y Nanclares (todo en Álava), prestamero mayor de Vizcaya, y de María de Rojas, su mujer, señora de Santa Cruz de Campezo (en la misma provincia). 
Con la primera procreó ocho hijos:
1. Francisco de Sámano y Castejón, el primogénito, llamado en primer lugar a poseer el mayorazgo en la fundación de 1537,
2. y Alonso y
3. Carlos de Sámano y Castejón, que los tres murieron niños o mozos antes de 1551.
4. Juana de Sámano y Castejón, que nació hacia 1525 y falleció el 26 de mayo de 1579 en Cadreita, merindad de Tudela (Navarra). A la muerte de su madre se crio con las comendadoras de Santiago en Salamanca y Valladolid,[16] pero salió del convento en 1544 para casar con Luis Díez de Aux Armendáriz el Menor, su primo carnal, señor de Cadreita, vecino de Tudela y merino de Olite, que ganó hidalguía en Navarra en 1587[17] y la sobrevivió hasta 1592. Hicieron testamento conjunto el 17 de enero de 1575, y el viudo lo confirmó en el año de su muerte. Hijo de Luis Díez de Aux Armendáriz y Veraiz, señor de Cadreita, y de Inés de Castejón y Río, natural de Ágreda y hermana de la madre de Juana; nieta de Jaime Díez de Aux y Armendáriz, señor de Cadreita, del Consejo de los reyes Juan de Albret y Catalina I de Navarra, y de Leonor de Veraiz.[18] Tuvieron tres hijos:[19]
  1. Luis Díez de Aux Armendáriz y Sámano, que murió muy mozo antes de que testaran sus padres y fue enterrado en el convento de San Francisco de Tudela.
  2. Juana Díez de Aux Armendáriz y Sámano, natural de Cadreita, que falleció de sobreparto en Valladolid el 13 de diciembre de 1592. Este día se abrió el testamento que había hecho dos meses antes, «estando en días de parir».[20] Casó con Pedro Gasca de la Vega, señor de Revilla de Campos y otros vasallos, alférez mayor de Valladolid, tesorero mayor de su casa de moneda y patrono de la iglesia de la Magdalena de esta villa, en cuya colación poseía la casa que después fue de los marqueses de Revilla (y en el siglo XIX palacio episcopal).[21] Testó en Valladolid el 25 de diciembre de 1592, a raíz de su viudez;[22] casó en segundas poco después con Antonia de Toledo, de la que no tuvo prole; otorgó varios codicilos, y falleció el 6 de junio de 1600 en Valladolid, que ya era ciudad. Fue hijo del doctor Diego García de la Gasca, poseedor del mismo señorío y alferazgo, del Consejo de Castilla, natural de Navarregadilla, y de Ana de la Vega Barros y Matanza, su segunda mujer, señora de las villas de Sardón y Peñalba de Duero. Tuvo por hermanos a Bartolomé, que fue su albacea; a Juan Gasca de la Vega, por quien siguió la casa (y a quien volveremos a citar, pues fue también su consuegro), y a Diego Gasca de Salazar, clérigo y jurista, que fue como su padre consejero de Castilla. Fue sobrino carnal de Pedro de la Gasca, presidente de la Audiencia de Lima, gobernador del Perú, obispo de Palencia y de Sigüenza y consejero de la Suprema; nieto de Juan Jiménez de Ávila y de María de la Gasca; materno de Juan de Barros, de linaje tudense, y de Inés de la Vega y Matanza, señora del coto de Tortoreos y Setados en el mismo obispado, y biznieto por varonía de cierto Pedro García de Navarregadilla. Pedro Gasca y Juana Díez de Aux tuvieron una sola hija:[17][23][24]
Luisa Antonia de Sámano y Gasca de la Vega, que seguirá como IV señora de Villabenázar.

  3. Inés Díez de Aux Armendáriz y Sámano, que nació en Cadreita hacia 1550. Llevó en dote 1.500 ducados, según capitulaciones otorgadas en dicha villa el 24 de noviembre de 1575, y fue la tercera mujer de Gastón de Peralta, III marqués de Falces, V conde de Santisteban de Lerín, caballero de Santiago (1544). Este señor era unos cuarenta años mayor que ella, había sido virrey de Nueva España y estaba dos veces viudo: de Ana de Velasco y de Leonor de Mur. Nacido hacia 1510 en Pau (Baja Navarra) y finado en Valladolid en 1587, era hijo de Antonio de Peralta y Velasco, II marqués de Falces, y de Ana du Bosquet. Tenía prole de su primera mujer en que siguió la casa, y con Inés procreó un único hijo que murió niño.[25][26]
5. Ana de Sámano y Castejón, que como sus hermananas Juana y Catalina entró en las comendadoras de Santiago, siendo ella la única que llegó a profesar en el convento de Santa Cruz de Valladolid.[16]
6. Catalina de Sámano y Castejón, que testó en Valladolid el 15 de septiembre de 1595 ante Damián de Azcoitia. Fue también novicia en las comendadoras,[16] pero salió del dicho convento para casar con Luis de Herrera y Salazar, a quien también habían sacado del monasterio de San Benito el Real de Valladolid. Hijo y sucesor de Juan de Herrera y Vivero, señor de los cotos de Santa Cruz, en tierras del Cerrato, y del Castillejo, arrabal de Valladolid,[27] vecino y regidor de esta villa, donde testó en 1541, y de Isabel de Salazar y Gamboa, su primera mujer.[28] Fue unigénita
Catalina de Herrera y Sámano, señora del Castillejo y de Santa Cruz, que casó con Antonio del Campo, vecino de Ciudad Rodrigo, pero murió sin sucesión por los años de 1574, pasando dichos estados a su tío Jerónimo de Herrera, medio hermano de su padre.
7. María de Sámano y Castejón, que nació hacia 1535 y murió viuda y sin descendencia hacia 1610. Entre 1571 y 1574 litigó con sus hermanos Juan y Luis sobre la dote y legítima que le tocaban de la herencia de su padre.[29] Fundó de sus bienes una obra pía para dotar doncellas. Después de sus días hubo un pleito sobre la dote que mandó a su sobrina María de Urbina (hija de Isabel de Sámano, su hermana consanguínea), que se había de pagar con cargo a esta fundación.[30]
8. Y Juan de Sámano y Castejón, el menor de los vástagos del primer matrimonio, que nacería probablemente en 1539.[31] Quedó subrogado en la primogenitura por muerte de los tres primeros varones, y sigue como II señor de Villabenázar.

 Y del segundo matrimonio nacieron dos hijos más:
9. Luis de Sámano y Mendoza, que poseyó un segundo mayorazgo que fundó su padre en su favor el 9 de octubre de 1551.[5] Nació hacia 1545 y murió antes de 1596. Casó con Catalina de Vitoria Reinoso y Manuel de Bracamonte, quien al enviudar quedó por curadora del hijo que tuvieron.[32] Fue unigénito:
José Antonio de Sámano Vitoria y Reinoso, que seguirá como V señor de Villabenázar.
10. Isabel Juliana de Sámano y Mendoza, que nació hacia 1545 en Santo Domingo de la Calzada y casó con Juan de Urbina y Frías Salazar, caballero de Santiago (1583), alcaide mayor perpetuo de Laguardia, que nació en Miranda de Ebro el 4 de diciembre de 1540 y fue vecino de esta villa, donde testó en 1590. Hijo del capitán Juan de Urbina y Artieta, natural de Berberana, que sirvió en Italia y falleció en Miranda en 1545, y de María de Frías Salazar y Ximénez de Salinas, su mujer, de igual naturaleza, que testó en 1570, fundadores de la casa de los Urbina de Miranda de Ebro. Tuvieron cuatro hijos que en 1596 incoaron un pleito sobre un censo constituido a favor de su difunto tío Luis de Sámano y Mendoza.[33] A saber:
  1. Juan Baltasar de Sámano y Urbina, que seguirá como VI señor de Villabenázar,
  2. Isabel de Urbina y Sámano, natural de Miranda, que entró monja en el convento de la Piedad de Casalarreina, donde estaba en 1590,[34] pero salió para casar con Lorenzo de Során y Doipa, señor del palacio de Során de Salinas de Léniz (Guipúzcoa), natural y vecino de Vitoria. Hijo de Cristóbal de Során y Leiva, natural y señor de dicha casa  —donde aposentó en 1615 al rey Felipe III y a la infanta Doña Ana, reina de Francia—, y de Cándida de Doipa y Mendieta, su mujer, natural de Vitoria; nieto de Pedro de Során y Galarza el Mozo y de Leonor de Guevara y Leiva,[35] y materno de Juan Doypa y Añastro y de Ana de Mendieta e Isunza. Fue su hijo
José de Során y Urbina, señor de la casa de Salinas, natural y vecino de Vitoria, que se cruzó de calatravo en 1648.

  3. Inés de Urbina y Sámano, nacida en Miranda de Ebro el 9 de enero de 1585. Tomó el velo en Casalarreina, donde aún vivía en 1635.
  4. Y María de Urbina y Sámano, que entró monja en las Descalzas Reales de Valladolid y en 1618 lo era en Casalarreina, con su hermana Inés. En 1612 ya era profesa e inició un pleito sobre la dote que le había mandado María de Sámano y Castejón, su tía, con cargo a la obra pía que fundó.[30]

Segundo señor (y primer poseedor del mayorazgo)
Por muerte del fundador en 1558, entró en posesión del mayorazgo y señorío su hijo
• Juan de Sámano y Castejón (que a raíz de su primer matrimonio tomó el nombre de Juan Adán de Sámano), II señor de Villabenázar y de Cidamón, que figuró todavía como señor de Murillas, Subijana y Ormijana (sub júdice). Nació probablemente en 1539 y falleció hacia 1598, siendo dos veces viudo. 
Era aún adolescente cuando el rey Felipe II, recién llegado al trono, le confirió los oficios de notario mayor del reino de León (por renuncia de su padre) y alcaide de la Fortaleza Real de Tafalla en el de Navarra, mediante real provisión del 22 de marzo de 1556. Este nombramiento le atribuía 18 años de edad (la que declaraba su padre en la renuncia), pero no habría cumplido aún los 17.
Al suceder como señor de Villabenázar, se subrogó como parte demandante en un pleito sobre el amojonamiento de este término redondo que había movido su padre hacia 1550 contra la duquesa de Béjar, señora de Grañón, y contra el concejo de esta villa. Se seguía ante la Chancillería de Valladolid, que dictó ejecutoria en 1572.
Desde 1565 fue preboste de Lequeitio y gozó de los diezmos de Ereño (ambas villas de Vizcaya), por cesión que le hizo su suegro de dicho oficio y patronato, vinculados a la casa de Yarza, en cumplimiento de una cláusula de las capitulaciones de 1557. En 1585 obtuvo el nombramiento de escribano del Consejo de Indias.
Poco antes de 1592 se convirtió en titular de unos derechos de cobro de 314 ducados de acostamiento del reino de Navarra, por cesión que le hizo su cuñado Luis Díez de Armendáriz, señor de Cadreita, que murió en dicho año litigando sobre la cédula de acostamiento. Juan de Sámano siguió con los pleitos ante el Consejo Real de Navarra, que se prolongaron hasta 1597.
Por los años finales de su vida (y del siglo XVI) le movió pleito Juan Arista de Zúñiga, sobre la jurisdicción y alcabalas de la villa de Cidamón. Este litigio se prolongaría durante casi dos siglos entre los Sámano, señores y marqueses de Villabenázar, y los Arista y sus sucesores los Manso de Zúñiga.
Era aún muy mozo en 1557, cuando contrajo matrimonio en Lequeitio con Magdalena Adán de Yarza Zubieta e Idiáquez, la cual desde 1570 poseyó las casas solares de Yarza y Zubieta en dicha villa, con sus pingües vínculos, patronatos y diezmos, y murió sin posteridad en 1584. Hija y sucesora de Martín García de Adán de Yarza Zubieta y Villela, señor de dichas casas y preboste de Lequeitio (que cedió este oficio a su yerno en 1565 y falleció cinco años después), y de Ana Pérez de Idiáquez, su mujer; nieta de Francisco Adán de Yarza, que poseyó las mismas casas y oficio, y de Juana de Butrón y Villela (en segundas nupcias de ella), y materna de Juan Pérez de Idiáquez (o Idiacaiz) y de Domenja de Lili, que provenían respectivamente de la torre de Idiáquez en Azcoitia y del palacio de Lili en Cestona (ambas villas de Guipúzcoa, ella hermana del primer conde de Alacha).
Y casó segunda vez en 1587 con Jerónima Díez de Aux Armendáriz y Camargo, que también le premurió. Era sobrina segunda de su cuñado Luis el Menor, señor de Cadreita (arriba citado como marido de Juana de Sámano y Castejón). Hija de Francés Díez de Aux Armendáriz, mayordomo del rey Felipe II, y de Margarita de Camargo su mujer; nieta de Martín Díez de Aux Armendáriz y Veraiz, capitán de caballos en Flandes, donde murió (hermano del suegro de Juana de Sámano), y de Juana de Ereta y Agramont, señora de Iriberri.
De la segunda tuvo un único hijo: Antonio, que sigue.
Tercer señor
Hacia 1598, por muerte del anterior, sucedió en el mayorazgo y señorío su hijo
• Antonio de Sámano y Díez de Aux Armendáriz, III señor de Villabenázar y segundo poseedor del mayorazgo. Quedó al morir su padre bajo la tutela de su abuela Margarita de Camargo (pues su madre había fallecido antes). Nació probablemente en 1588 y falleció casado y sin descendencia en 1607, siendo de unos veinte años de edad. 
Por el año 1606 era vecino de la flamante ciudad de Valladolid, donde habitaba con su mujer una casa principal con huerta cerca de la Chancillería, propia de su mayorazgo de Villabenázar y sita «en la calle que va de la dicha Audiencia Real a la Solana». Y eran también de su propiedad todos los edificios y huertas de la misma calle, que por ello era llamada «de Sámano». Con el paso de los siglos, el odónimo se corrompió en el uso popular y la calle acabó llamándose «del Sábano», nombre que conserva hasta hoy.
Contrajo matrimonio en Valladolid, San Ildefonso, el 30 de junio de 1605, con Catalina de Ocáriz y Otálora, nacida en Sevilla de paso de sus padres. Hija de Domingo Pérez de Ocáriz y Albistur, natural y señor de la casa de Ocáriz en Mondragón (Guipúzcoa), fiscal de la Casa de Contratación de Indias y consejero de Hacienda, y de Juana de Otálora y Zuazo, natural de Pamplona, que fue bautizada como Ana pero en la confirmación mudó este nombre por Juana, hija a su vez del licenciado Miguel Ruiz de Otálora, regente del Consejo Real de Navarra, gobernador de este reino y presidente del Consejo de Indias, natural también de Mondragón, y de Catalina de Zuazo y Lazarraga, de la casa de Zuazo de Gamboa (Álava). Catalina de Ocáriz contrajo segundas nupcias en 1609 con el maestre de campo Fernando de la Cerda, comendador santiaguista, con quien tuvo sucesión, nieto ilegítimo del II duque de Medinaceli.
Al morir este señor sin prole en 1607, quedó extinguida la descendencia agnada del primer matrimonio del fundador, y toda la descendencia de sus hijos varones de dicho matrimonio, pasando el mayorazgo de Villabenázar a su descendencia por hembra, siempre del primer matrimonio. 
(Varonía García, con entronque Gasca) Cuarta señora
Por muerte del anterior en 1607, sucedió su sobrina segunda
• Luisa Antonia de Sámano y Gasca de la Vega, IV señora de Villabenázar, arriba filiada como hija de Pedro Gasca de la Vega, señor de Revilla de Campos, y de Juana Díez de Aux Armendáriz y Sámano, y nieta de Juana de Sámano y Castejón, hija a su vez del primer matrimonio del fundador y primer señor.
Natural de Valladolid, fue bautizada en la Magdalena el 21 de octubre de 1592. Fueron sus padrinos Bartolomé Gasca de la Vega, su tío, y Juana de Sámano y Castejón, su abuela materna. Su madre murió de sobreparto dos meses después de darla a luz, como se ha dicho. Luisa era adolescente cuando sucedió en el mayorazgo principal de Sámano, que le tocaba por línea materna, y a raíz de ello se antepuso este apellido. Era la poseedora en 1613, cuando se dictó sentencia firme que declaraba nula la venta hecha a su familia del señorío de Morillas, Subijana y Ormijana, desposeyéndola definitivamente de la jurisdicción de estas villas. Y murió casada y sin prole hacia 1625, siendo de unos treinta años de edad.
Casó en Valladolid hacia 1615 con Diego Gasca de la Vega, su primo carnal, alférez mayor de esta ciudad y tesorero mayor de su casa de moneda. Este matrimonio debió de concertarse para evitar un litigio por la posesión de la casa de los Gasca y señorío de Revilla de Campos, que así poseyeron los cónyuges pacíficamente de mancomún. Pero la esposa falleció prematuramente y sin prole, pasando el viudo a segundas nupcias con Agustina Laso. Natural de Valladolid, fue bautizado en la Magdalena el 1.º de junio de 1587 y aún vivía por el año 1645. Era sobrino carnal, ahijado de pila y sucesor en la casa de Pedro Gasca de la Vega, su suegro, de quien se hizo mérito más arriba: hijo de su hermano Juan Gasca de la Vega y de Tomé Bernaldo de Quirós, su mujer (que antes lo había sido del comendador Francisco Gutiérrez de Cuéllar).
Al morir sin prole esta señora en 1616, quedó extinguida toda la descendencia del primer matrimonio del secretario Juan de Sámano, por lo que el mayorazgo principal recayó en la de su segundo matrimonio, que ya poseía el segundo mayorazgo fundado por el mismo.
(Varonía Sámano) Quinto señor

En 1616, por muerte de la anterior, sucedió su tío segundo
 • José Antonio de Sámano Vitoria y Reinoso, V señor de Villabenázar, señor de las villas de Cidamón y Bergüenda, natural de Madrid, caballero de Alcántara (1616). Siguió con los pleitos por la jurisdicción y alcabalas de Cidamón, iniciados en tiempo de su tío Juan y en los que tuvo por oponente a Rodrigo Tenorio y Arista de Zúñiga. Casó con Francisca de Castejón y Mesía, hija de Martín Manuel de Castejón y Arce, caballero de Alcántara y corregidor de Ágreda, de una línea menor de la casa de esta villa, y de Elvira Mesía de Tovar y Ribera, su mujer, poseedora del vínculo fundado en 1587 por el doctor Jerónimo Mesía de Tovar, su padre, regidor de Segovia. Tuvieron por hijo único e inmediato sucesor a

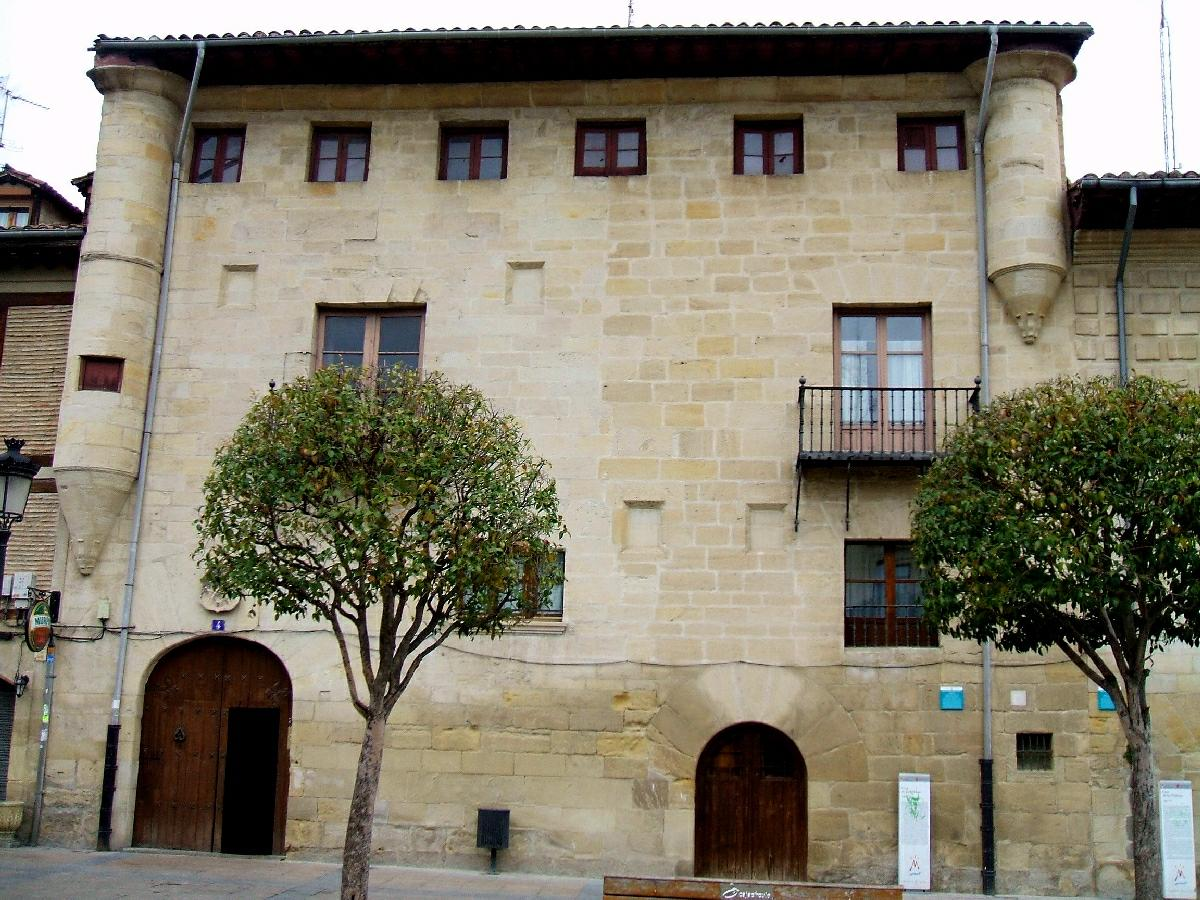
El capitán Juan de Urbina y María de Frías Salazar, su mujer, edificaron la Casa de los Urbina en la villa de Miranda de Ebro entre los años 1540 y 1550. Su hijo Juan de Urbina casó con Isabel Juliana de Sámano y Mendoza, originando la varonía a la que —con el apellido antepuesto de Sámano— pertenecieron los ocho primeros marqueses de Villabenázar. En este palacio gótico falleció en 1655 —siendo huésped de sus dueños— la princesa Margarita de Saboya y Austria, duquesa de Mantua y marquesa de Montferrato, virreina de Portugal, viuda del duque Francisco IV Gonzaga. Y también se hospedaron en la casa, en 1660, el rey Felipe IV y la Infanta María Teresa, su hija, a quien conducía a Francia para casarla con el Rey Sol.

José Antonio de Sámano y Castejón, que murió mozo en vida de su padre.
(Varonía Urbina)Sexto señor
José Antonio de Sámano y Vitoria falleció sin prole supérstite hacia 1630 y le sucedió su tío segundo
• Juan Baltasar de Sámano y Urbina, VI señor de Villabenázar y de las villas de Comunión, Cidamón y Bergüenda, alcaide perpetuo de la villa y castillo de Laguardia, caballero de Alcántara (1613). Hijo de Juan de Urbina y de Isabel Juliana de Sámano y Mendoza, arriba filiada como hija del segundo matrimonio del fundador. El 1.º de abril de 1631 figura como poseedor del mayorazgo en una escritura hecha en Santo Domingo de la Calzada por unos vecinos de Herramélluri que constituyeron un censo a su favor.
Casó con María de Escoriaza y Esquivel, natural y señora del palacio de sus apellidos en la ciudad de Vitoria, bautizada en San Pedro año de 1582, hija de Juan López de Escoriaza, señor de la misma casa, natural y alcalde de Vitoria, diputado general de Álava, y de María de Esquivel, su mujer, que hicieron agregación al mayorazgo en 1609; nieta de Ortuño López de Escoriaza, comendador de Santiago y también diputado general de Álava, y de Isabel Mora de Álava, que agregaron en 1565, y biznieta del doctor Fernán López de Escoriaza, médico de Cámara y protomédico del Emperador, y de Victoria de Anda y Esquivel, su mujer, fundadores del mayorazgo en 1541.

### Marqueses de Villabenázar
(Varonía Urbina) Primer marqués
Sucedió su hijo
• José Jacinto de Sámano y Urbina, VII señor y I marqués de Villabenázar, señor de las villas de Cidamón, Comunión y Bergüenda, castellano perpetuo de Laguardia. Poseyó por un tiempo la casa de Escoriaza de Vitoria pero, por ser este mayorazgo incompatible con el de Sámano, se lo litigó Jacinta de Isunza y Escoriaza, su prima 2.ª, que ganó ejecutoria en 1646.
Tras un primer matrimonio que fue fugaz e infecundo, casó en segundas nupcias con Isabel Clara Guerrero y Castejón, señora de las villas de Leza y Trevijano en tierra de Cameros. Era hermana entera de Juan Guerrero y Contreras, a quien sucedió en la casa, e hija de Pedro Guerrero, señor de las mismas villas, caballero de Santiago (1623) y caballerizo de la reina Doña Isabel de Borbón, y de Isabel de Contreras, su mujer, y nieta de Marcos Guerrero, señor de Leza, oidor de Méjico. Por línea materna era nieta del primer matrimonio de Fernando Ruiz de Contreras, marqués consorte de la Lapilla (por su segunda mujer), caballero de Santiago, secretario de los Consejos de Guerra e Indias y secretario de Estado y del Despacho Universal reinando Felipe IV, hijo a su vez de Juan Ruiz de Contreras, también santiaguista y secretario del Consejo de Indias. Tuvieron por hijos a
1. Juan José de Sámano y Urbina, que sigue,
2. Antonio José de Sámano Urbina y Guerrero, que seguirá,
3. y Josefa de Sámano y Urbina, que casó en la Catedral de Santo Domingo de la Calzada en 1679 con Juan Alonso Ruiz de Gáceta y Girón y falleció no mucho después en la villa de Cenicero, donde había nacido su hijo Fausto, unigénito que se malogró. Juan Alonso de Gáceta, su viudo, litigaba en 1686 sobre la dote de la difunta,[54] y contrajo segundas nupcias con Fausta Barrón de Fonseca, viuda de su cuñado el II marqués, de quien se hablará en seguida, y por su propio derecho marquesa de la Lapilla.[55]

Segundo marqués
Sucedió su hijo
• Juan José de Sámano y Urbina († c.1687), II marqués de de Villabenázar, señor de las villas de Cidamón, Comunión, Bergüenda y Leza, castellano perpetuo de Laguardia.
Casó con Fausta Melchora Barrón de Fonseca († 1724), V marquesa de la Lapilla, la cual después de viuda volvió a casar con Juan Alonso Ruiz de Gáceta y Girón, ya citado, viudo de su cuñada Josefa de Sámano. Era hermana de José Barrón, caballero de Santiago, que murió niño, e hija de Rodrigo Barrón de Tejada, caballero de Calatrava, regidor de la ciudad de Logroño, y de Teresa Alfonsa de Fonseca, su mujer, que era hermana de María Felipa, la II marquesa de la Lapilla; nieta de Francisco Gómez Barrón de Tejada, caballero de Santiago, regidor de Logroño, y de Ana María Bernal, su segunda mujer, y materna de Diego de Fonseca Villagómez, caballero de Santiago, regidor de Logroño, y de Ana Brasa y Baraona. Tuvieron por hijas a
1. María Teresa de Sámano y Urbina, primogénita. Por ser de corta edad cuando murió su padre, quedó bajo tutela de su madre, la cual en su nombre litigó por la casa de Villabenázar con su tío Antonio de Sámano, que ganó el pleito. Aparece mencionada como «III marquesa de Villabenázar»,[56] pero no lo fue. Y tampoco pudo suceder a su madre, pues murió sin descendencia antes que ella.
2. Y Rosa María de Fonseca Sámano y Urbina (c.1685-1750), VI marquesa de la Lapilla, señora de Leza, que nació hacia 1685 y feneció el 16 de agosto de 1750. Casó dos veces: primera con Manuel Duque de Estrada y Meneses, VII marqués de Lanzarote, natural de Madrid, que fue bautizado en San Justo el 24 de junio de 1682 y debió de morir antes de 1710, hijo de Juan Francisco Duque de Estrada y Bravo de Guzmán, VI marqués de Lanzarote, y de Leonor de Meneses y Manrique. Y volvió a casar con Pedro Duque de Estrada y Lemus, IV conde de la Vega del Sella,[57] que nació el 28 de marzo de 1686 y murió sin prole el 2 de abril de 1765. Este señor era sobrino 3.º del anterior: hijo de Fernando Duque de Estrada y Miranda, III conde de la Vega del Sella, y de Ana Rosa de Lemus Valladares y Villar, su primera mujer.[55] Del primero tuvo dos hijas:
  1. Leonor Duque de Estrada y Urbina (1706-1718), VIII marquesa de Lanzarote, nacida en Madrid, que fue bautizada en San Martín el 3 de julio de 1706 y murió doncella en vida de su madre el 20 de octubre de 1718,
  2. y Antonia Duque de Estrada y Urbina, que murió de tierna edad antes que la mayor.

El marquesado de Lanzarote pasó por sentencia de 1729 a un pariente lejano: Martín Pedro González de Castejón Belvís e Ibáñez, en cuya descendencia siguió, recayendo en la casa de Santa Coloma. Y después de los días de Rosa María de Fonseca, en el marquesado de la Lapilla sucedió María de la Esperanza de Gáceta Girón y Fonseca, su hermana uterina: nacida del segundo matrimonio de su madre. Estaba casada con Adán Centurión y Doria, VI marqués de Monesterio, de quien tuvo sucesión en los duques de Almenara Alta y en los de Escalona.

### Primer pleito
El II marqués falleció hacia 1687 dejando dos hijas de corta edad, y sobre la sucesión de su casa se entabló un pleito entre Antonio Francisco de Urbina, su hermano supérstite, y la marquesa viuda, que actuaba en representación de Teresa de Sámano, su hija primogénita. Y pese a la ventaja en grado de la sobrina, la sentencia fue favorable al tío porque la casa de Villabenázar estaba vedada a las mujeres mientras quedasen descendientes varones agnados del concesionario del marquesado. 
Tercer marqués
Por fallecimiento del anterior ocurrido hacia 1687 y en ejecución de sentencia, en 1689 sucedió su hermano
• Antonio José de Sámano Urbina y Guerrero († c.1710), III marqués de Villabenázar, señor de las villas de Cidamón, Comunión y Bergüenda, castellano de Laguardia y poseedor de los vínculos, patronatos y oficios perpetuos de su familia. Nació en Santo Domingo de la Calzada hacia 1655 y debió de fallecer hacia 1710. El 30 de agosto de 1710 este señor (o su hijo y sucesor de igual nombre) obtuvo real provisión por la que Felipe V ratificaba a su favor la venta de las alcabalas de Cidamón hecha por Carlos I a favor de Juan de Sámano.
Casó con Isidora de Sandoval y Pacheco, III marquesa de Caracena del Valle, la cual volvió a casar con Bernardo Coello de Rivera y Sandoval, su deudo, V conde de la Ventosa. Natural de la ciudad de Cuenca, era hija de Antonio de Sandoval y Araujo y de Rosa de Sandoval y Pacheco, II marquesa de Caracena del Valle.
Cuarto marqués
Por fallecimiento del anterior, hacia 1710 sucedió su hijo
• Antonio Francisco de Sámano Urbina y Sandoval († 1721), IV marqués de Villabenázar y IV de Caracena del Valle. Nacido en Cuenca hacia 1685, falleció intestado el 12 de noviembre de 1721. El 30 de enero de 1714 se hizo expedir fe notarial de un breve apostólico de Clemente XI que concedía el privilegio de oratorio a un antepasado suyo.
Contrajo matrimonio en 1712. Las velaciones se celebraron el 3 de octubre de dicho año en la ermita de Carrasquedo, extramuros de la villa de Grañón, asentándose la partida en la Catedral de Santo Domingo de la Calzada. Fue su mujer Andrea María de Tebes Villamizar Tovar y Osorio (1690-1755), II marquesa de Valverde de la Sierra, señora de la Tierra de la Reina y coto de Siero, de las villas de Villamartín de Don Sancho y Santa Marina del Rey y del palacio de Figueroa de Valladolid, patrona del convento de la Concepción de esta ciudad. Nacida en 1690 en la de León, donde testó el 16 de diciembre de 1755 ante Vicente Alonso Díez de Lama. Hija de Gaspar de Tebes Manrique y Tovar, natural y señor de Villaverde de Arcayos, y de María Josefa de Villamizar Zúñiga y Osorio, su segunda mujer, nacida en León; nieta de Antonio de Teves y Tovar, señor de Villaverde, y de Isabel Manrique de la Vega Teves y la Hoz, y materna de Manuel Francisco de Villamizar, señor de Santa Marina del Rey, caballero de Calatrava, y de María Teresa de Villafañe, de los señores de esta villa. Fueron padres de
1. Antonio Francisco Alejandro Domingo Benito Miguel de Sámano Urbina y Tebes, primogénito, que sigue,
2. Isidoro o Isidro de Sámano Urbina y Tebes, que seguirá,
3. y Diego de Urbina y Tebes (1721-a.1755), que sentó plaza de guardia marina. En 1744 y con el empleo de alférez de fragata, se distinguió mucho en la Batalla de Tolón a las órdenes del almirante Navarro,[65] quien por esta acción naval ganó el empleo de teniente general y el título de marqués de la Victoria. En 1751 figuraba empadronado como noble en León, en casa de su madre y de su hermano el marqués, pero no residiendo en la ciudad sino ausente al servicio de S.M. «en el empleo de Capitán de la Real Armada».[66] Y falleció antes de 1755, año en que testó su madre declarando que ya eran difuntos sus tres hijos.[60]

Quinto marqués
Por fallecimiento del anterior, en 1721 sucedió su hijo
• Antonio Alejandro de Sámano Urbina y Tebes (1713-1745), V marqués de Villabenázar y V de Caracena del Valle, señor de las villas de Cidamón (en litigio), Comunión y Bergüenda, castellano de Laguardia, regidor perpetuo de León. Poseyó los estados de su padre, a quien sobrevivió poco tiempo, pero no los de su madre porque la premurió. Nació en Santo Domingo de la Calzada, fue bautizado en la Catedral el 10 de mayo de 1713 y murió el 23 de octubre de 1745, habiendo conferido poder para testar el anterior día 13 en favor de su mujer y su suegro, con el cual ella lo hizo en Medina del Campo el 30 de diciembre de 1749 a fe de Alonso Quadrado.
Contrajo matrimonio en León el 2 de enero de 1740, con dispensa de amonestaciones y habiendo otorgado capitulaciones en Medina del Campo el 10 de diciembre del año anterior ante José Francisco Quadrado. Fue su mujer María Antonia de Velandia y Araciel, VI marquesa de Tejada de San Llorente, natural de Medina y bautizada en San Antolín el 30 de julio de 1721. Fue hermana y sucesora de Fernando y de Francisco Javier de Velandia y Araciel, que ostentaron el mismo título, e hija de Francisco Javier de Velandia Agurto Arellano y Salcedo, III marqués de Tejada, natural de Medina, y de Petronila Rosa Pérez de Araciel, que lo era de Madrid; nieta de Antonio de Velandia Agurto, el II marqués, caballero de Alcántara, y de Antonia Ventura de Miñano, y materna de Vicente Pérez de Araciel, caballero de Alcántara, del Consejo de Castilla, y de María Josefa Dávalos y Sotomayor. Tuvieron por hija única a
María del Pilar Fausta de Sámano Urbina y Velandia, de quien se hablará más abajo pues fue VIII marquesa de Villabenázar.
Sexto marqués
Por fallecimiento del anterior, ocurrido el 23 de octubre de 1745, en el marquesado de Caracena le sucedió su hija Fausta, pero la casa de Villabenázar debía pasar al siguiente varón, por lo sucedió su hermano
• Isidoro o Isidro de Sámano Urbina y Tebes (c.1718-1754), VI marqués de Villabenázar, señor de las villas de Bergüenda, Cidamón (en litigio) y Comunión, castellano de Laguardia. En 1751 era vecino y regidor perpetuo de la ciudad de León, donde habitaba una casa de la parroquia de San Martín con su mujer y dos hijos de tierna edad —varón y hembra— y con su madre la marquesa de Valverde y una hermana soltera de ésta, Antonia Cayetana de Tebes y Quiñones, poseedora de un mayorazgo de los Quiñones.
Hacia 1748, poco después de suceder en la casa, contrajo matrimonio con Manuela de Valladares Sarmiento y Mariño de Lobera, quien al enviudar quedó por tutora y curadora del hijo que tuvieron y en su nombre prosiguió los pleitos con los Hervías, ganando en 1769 carta ejecutoria favorable sobre las alcabalas de Cidamón. Era hermana de Ana Jacoba de los mismos apellidos, IV vizcondesa de Fefiñanes, que casó con el marqués de Figueroa, e hija de Antonio Gaspar de Valladares y Sarmiento, III vizconde de Fefiñanes, y de Antonia Rosa Mariño de Lobera; nieta de Fernando Sarmiento de Valladares, II vizconde de Fefiñanes, y de Ana de Córdoba y Lanzós, su mujer, de los condes de Maceda, y materna de Fernando Mariño de Lobera y Quirós, II marqués de la Sierra, y de Isabel Nieto de Silva y Jofré de Loaysa, V condesa del Arco y de Guaro.
Procrearon a
1. José Benito de Sámano Urbina y Valladares, que sigue,
2. y al menos una hija.

Séptimo marqués
En 1754 sucedió su hijo
• José Benito de Sámano Urbina y Valladares (1750-c.1770), VII marqués de Villabenázar, señor de las villas de Bergüenda, Cidamón (en litigio) y Comunión, castellano perpetuo de Laguardia, alumno del Real Seminario de Nobles de Madrid, cadete de Reales Guardias de Infantería Española. Nació en León año de 1750 y sucedió en la casa siendo niño, por la prematura muerte de su padre; vivió bajo tutela y cura de su madre, la marquesa viuda, y murió mozo hacia 1770, quedando extinguida la descendencia varonil del primer marqués. La sucesión de la casa de Villabenázar pasaba por tanto a regirse por llamamientos regulares.
Octava marquesa
Por muerte del anterior hacia 1770 sucedió su sobrina (hija del V marqués)
• María del Pilar Fausta de Sámano Urbina y Velandia (1741-1783), VIII marquesa de Villabenázar, VI de Caracena del Valle y III de Valverde de la Sierra, natural de León, que fue bautizada en San Martín el 21 de octubre de 1741. No llegó a suceder en la casa de Tejada de San Llorente porque murió en vida de su madre el 3 de julio de 1783 en Castillejo del Romeral, aldea de la ciudad de Huete.
Casó en su parroquia natal el 16 de octubre de 1760 con Manuel de Samaniego y Pizarro (1742-1799), IV marqués de Monte Real y IV vizconde de la Armería, natural de Valladolid, que fue bautizado en la Magdalena el 3 de enero de 1742, expiró en Madrid, colación de Santiago, el 30 de noviembre de 1799, y fue enterrado en el convento del Carmen Descalzo. Hijo del maestre de Campo Pedro Benito de Samaniego Montemayor y Flores de Septién, III marqués de Monte Real y III vizconde de la Armería, consejero de Castilla y de la Suprema, asesor de la Real Casa, fiscal de Valladolid, intendente general del Ejército de los Cuatro Reinos de Andalucía, asistente de Sevilla y superintendente de Rentas Reales de la provincia, natural de Madrid, y de Juana Antonia Pizarro y Trejo, su mujer, de los señores de Macada del Hoyo, que era natural de Zamora y prima carnal del I conde de Casa Trejo.
Poseían estos señores —y lo transmitieron al menos a su hijo— el dominio útil de su casa de habitación en la corte, sita en la plazuela de Santiago n.º 1, que era propia del inmediato convento de monjas trinitarias y feligresa de la iglesia de Santiago.
Procrearon al menos dos hijos:
1. Manuel María de Samaniego y Urbina, que nació en 1762, murió en Madrid de edad de dos años el 10 de agosto de 1764 y fue enterrado en la citada iglesia parroquial.[72]
2. Y Joaquín Félix de Samaniego Sámano y Urbina, que sigue.

(Varonía Samaniego) Noveno marqués
En 1783 sucedió su único hijo supérstite:
• Joaquín Félix de Samaniego Sámano y Urbina Pizarro y Velandia (1769-1844), IX marqués de Villabenázar, IV de Valverde de la Sierra, VII de Caracena del Valle, VII de Tejada de San Llorente y V de Monte Real, II conde de Casa Trejo, VIII vizconde de la Armería. Fue consejero de Estado, académico de las Reales de Medicina y Ciencias Naturales y de Bellas Artes de San Carlos de Valencia y San Luis de Zaragoza, caballero del Toisón de Oro, gran cruz de Carlos III, maestrante de Valencia y de la Orden Civil Española de San Juan de Jerusalén, gentilhombre de Cámara y mayordomo mayor de los reyes Fernando VII e Isabel II. Nació en su casa de Madrid el 21 de febrero de 1769, fue bautizado al día siguiente en la parroquial de Santiago y murió en la misma corte, feligresía de San Marcos, el 6 de octubre de 1844.
Casó dos veces. La primera por poderes el 26 de febrero de 1790 en la parroquial de San Bartolomé de La Coronada (Badajoz), con Teresa de Godoy Pizarro y Carvajal, condesa de Torrejón el Rubio y grande de España de primera clase, que fue bautizada en dicha iglesia el 13 de marzo de 1772 y finó en Madrid, feligresía de San Martín, el 30 de marzo de 1808. Era pariente suya por Pizarro: hija de José de Godoy y Morillo, natural de La Coronada, y de Teresa Marina Pizarro de las Casas y Orellana, que lo era de Trujillo, hija de los señores de Alcollarín. Joaquín se cubrió ante S.M. y mantuvo la dignidad de grande, con carácter personal, también durante su segundo matrimonio.
Volvió a casar en Pollensa el 28 de octubre de 1812 con Narcisa María de Asprer y de la Canal, dama de la reina Isabel II y camarera mayor de la reina viuda, que nació el 14 de septiembre de 1790 en Puigcerdá y expiró en Madrid, colación de San Sebastián, el 21 de octubre de 1861, hija de Antón Francisco de Asprer y de Asprer, natural de San Juan de las Abadesas (también en Gerona), y de Antonia de la Canal y de Fontaner, que lo era de Puigcerdá.
De la primera nacieron dos hijos, además de algunos que murieron niños:
1. Joaquín de la Cruz de Samaniego Pizarro y Godoy, que sigue,
2. y María Luisa de Samaniego y Godoy, natural de Madrid, que fue bautizada en la parroquial de Santiago el 23 de diciembre de 1798 y murió soltera e intestada el 22 de mayo de 1860 en la misma villa, feligresía de San Sebastián.

 Y de la segunda quedaron al menos:
3. Manuel de Samaniego y Asprer, IX vizconde de la Armería, agregado a las embajadas de S.M.C. en Inglaterra y Francia, caballero de la Orden de Calatrava[75] y de la Civil Española de San Juan de Jerusalén,[76] nacido el 5 de septiembre de 1813 en Madrid, donde murió el 21 de agosto de 1853. Casó muy mozo el 26 de marzo de 1832 en la parroquial de San Sebastián de Madrid con Carlota (o Carolina) de Pando y Moñino, III marquesa de Miraflores y VI de Casa Pontejos, grande de España, dama de la reina Isabel II y de la Orden de María Luisa, natural de Madrid, que fue bautizada en dicha iglesia el 31 de julio de 1815 y murió el 28 de diciembre de 1890. Hija de Manuel María de Pando y Fernández de Pinedo, II marqués de Miraflores, IV conde de Villapaterna, presidente del Consejo de Ministros y del Senado, embajador en París y Londres y ante la Santa Sede, jefe superior de Palacio, caballero del Toisón de Oro, gran cruz de Carlos III, maestrante de Valencia, académico de la Real de la Historia, natural de Madrid, y de María Vicenta Moñino y Pontejos, II condesa de Floridablanca, grande de España, V marquesa de Casa Pontejos y IX condesa de la Ventosa, dama de la reina Isabel II y de la Orden de María Luisa, nacida en Hellín. Con sucesión que volveremos a citar.
4. María de la Soledad de Samaniego y Asprer, dama noble de María Luisa, nacida el 20 de diciembre de 1818 y finada el 1.º de abril de 1890. Casó el 20 de mayo de 1842 con José María Ortuño de Ezpeleta y Aguirre Zuazo, III conde de Ezpeleta de Veire y de Triviana, creado grande de España, que nació en Pamplona el 4 de septiembre de 1818 y murió el 8 de junio de 1885, hijo del teniente general José María de Ezpeleta y Enrile, II conde de Ezpeleta de Veire, y de María Amalia del Pilar de Aguirre Zuazo y Acedo, III duquesa de Castro-Terreño, grande de España, marquesa de Montehermoso y condesa de Triviana, del Vado y de Echauz. Con descendencia en que siguen todos estos títulos.
5. Y Mariano de Samaniego y Asprer, jefe de negociado de la Ordenación de Pagos por Obligaciones del Ministerio de Gracia y Justicia,[77] caballero de la Orden de Alcántara[78] y de la Civil Española de San Juan de Jerusalén, que nació en Madrid el 8 de septiembre de 1825 y falleció en 1889. Casó con María Antonia Fernández de Córdoba y Vera de Aragón, nacida el 14 de noviembre de 1821 en Madrid, donde falleció el 29 de junio de 1908. Hija de Francisco de Paula Fernández de Córdoba y Pacheco, XIX conde de la Puebla del Maestre, grande de España, XII marqués de Bacares, VI del Vado del Maestre, y VI de la Torre de las Sirgadas, embajador y senador del Reino, gran cruz de Carlos III, natural de Jerez de los Caballeros, y de María Manuela de Vera de Aragón y Nin de Zatrillas, su mujer, VI marquesa de Peñafuente, de los condes de Requena y duques de Sotomayor, dama noble de María Luisa.

Décimo marqués
Sucedió por real carta del 27 de abril de 1848 su hijo del primer matrimonio
•  Joaquín de la Cruz de Samaniego Pizarro y Godoy (1792-1857), X marqués de Villabenázar, V de Valverde de la Sierra, VIII de Caracena del Valle, VIII de Tejada de San Llorente, VI de Monte Real y III conde de Casa Trejo, pero más conocido por su título de conde de Torrejón, que utilizaba desde cuarenta años antes y que comportaba grandeza de España. Coronel de Reales Guardias Españolas, senador vitalicio del Reino, caballero gran cruz de Carlos III y gentilhombre de Cámara de S.M. con ejercicio y servidumbre. Nació en Madrid el 14 de septiembre de 1792, en su casa de la plazuela de Santiago, fue bautizado en iglesia el mismo día, y finó en la misma corte, feligresía de San Luis, el 3 de octubre de 1857.
Contrajo matrimonio secreto en Madrid el 8 de mayo de 1839 con María Juana de Lassús y Vallés, dama noble de María Luisa, que era dos veces viuda. Había casado en primeras nupcias con José Antonio Pérez, oficial de Correos de Sevilla que murió en 1823 combatiendo a los franceses en la Batalla de Trocadero. Y en segundas con Ildefonso de Valenzuela y Bernuy, III marqués de Puente de la Virgen. Era esta señora natural de Cádiz, fue bautizada en San Antonio el 27 de abril de 1805 y falleció el 3 de febrero de 1880 en su casa de la calle de las Infantas n.º 42 de Madrid. Hija de Juan Lassús y Perié, vicecónsul de Francia en Sevilla, natural de Nay en Aquitania, y de Juana de Dios Vallés e Iglesias, nacida en Cádiz.
Tres hijos de este matrimonio alcanzaron la edad adulta:
1. Adolfo de Samaniego y Lassús, que sucedió como XII conde de Torrejón y IV de Casa Trejo, grande de España, VI marqués de Valverde de la Sierra y VII de Monte Real, pero no tituló por el marquesado de Villabenázar. Fue maestrante de Granada, diputado a Cortes, senador del Reino por derecho propio y gentilhombre de Cámara de S.M. con ejercicio y servidumbre. Natural de Madrid, recibió el bautismo en la parroquial de San Sebastián el 6 de abril de 1838, murió intestado el 20 de octubre de 1883 en la calle de la Aduana n.º 3 de Madrid, colación de San Luis, y recibió sepultura en la sacramental de San Nicolás. Casó en su parroquia natal el 5 de abril de 1861 con María Vicenta Gutiérrez de la Concha y Fernández de Luco, dama de las reinas Isabel II, Mercedes y María Cristina y de la Orden de María Luisa, bautizada en dicha iglesia el 10 de febrero de 1845 y finada el 12 de marzo de 1917 en la villa y corte, feligresía de los Santos Justo y Pastor. Hija segunda del capitán general José Gutiérrez de la Concha e Irigoyen, I marqués de La Habana, grande de España y I vizconde de Cuba, ministro de la Guerra y de Estado, presidente del Consejo de Ministros y del Senado, vicepresidente del Congreso de los Diputados, embajador en Francia, caballero del Toisón de Oro y de Santiago, Grandes Cruces de Carlos III, Isabel la Católica, San Fernando, San Hermenegildo y del Mérito Militar, Gran Cordón de la Legión de Honor francesa, tres cruces laureadas de San Fernando, gentilhombre de Cámara de S.M., natural de Córdoba (Argentina), y de Vicenta Fernández de Luco y Santa Cruz, que lo era de Logroño, dama noble de María Luisa. Sin posteridad.
2. Teresa Rita de Samaniego y Lassús, que fue IX marquesa de Tejada de San Llorente desde 1858, en sucesión de su padre, y después de los días de Adolfo le sucedió como XIII condesa de Torrejón, grande de España. Natural de Madrid, fue bautizada en la parroquial de San Sebastián el 9 de diciembre de 1840 y falleció viuda y sin hijos el 7 de mayo de 1902 en la misma villa, feligresía de San José. Casó con Iván Bernaldo de Quirós y González de Cienfuegos, natural de Oviedo, que fue bautizado en San Isidoro el Real el 27 de julio de 1843 y murió en Madrid el 23 de mayo de 1855. Era hijo segundo de José María Bernaldo de Quirós y Llanes, VII marqués de Campo Sagrado, diputado a Cortes, senador del Reino y gran cruz de Carlos III, natural de su palacio de Riaño en Langreo, y de Josefa González de Cienfuegos y Navia Osorio, su mujer y prima segunda, de los condes de Marcel de Peñalba, natural de Vegadeo (Asturias). Sin prole.
3. Y Joaquina de Samaniego y Lassús, que fue IX marquesa de Caracena del Valle (desde 1858, en sucesión de su padre) y dama noble de María Luisa. Natural de Madrid, fue bautizada en San Sebastián el 3 de febrero de 1846[63] y murió el 2 de enero de 1913 en la misma villa, feligresía de la Concepción. En 1902, por muerte de su hermana Teresa, le correspondía suceder en el condado de Torrejón y demás títulos de su casa, pero renunció en favor de su primogénito. Casó en Madrid, parroquia del Carmen, el 10 de mayo de 1866,[63] con Rafael de Valenzuela y González de Castejón, senador del Reino, que nació en Andújar el 24 de septiembre de 1844 y murió intestado el 27 de noviembre de 1899 en su casa de la calle de las Infantas n.º 42 de Madrid, feligresía de San José, siendo sepultado en el cementerio de San Lorenzo, donde también lo fue su mujer. Era hijo de Miguel de Valenzuela y Valenzuela y de María de la Asunción González de Castejón y Piédrola, de los marqueses de Velamazán, y nieto primogénito de Rafael de Valenzuela y Ayala, natural y regidor perpetuo de Andújar, maestrante de Granada, y de María Josefa de Valenzuela y Bernuy, su mujer y sobrina carnal (que era hija de los II marqueses del Puente de la Virgen y hermana de Ildefonso de Valenzuela y Bernuy, III marqués, ya citado como anterior marido de Juana de Lassús, la madre de Joaquina). Procrearon cinco hijos:
  1. María de la Concepción de Valenzuela y Samaniego, XV condesa de Torrejón, grande de España, VII marquesa de Valverde de la Sierra y del Puente de la Virgen, X de Caracena del Valle y VIII de Monte Real. Natural de Madrid, fue bautizada en la parroquial de San Luis Obispo el 17 de febrero de 1867[63] y falleció en la misma villa, feligresía de San Ildefonso, el 23 de enero de 1946. Casó en su parroquia natal el 12 de septiembre de 1890[63] con José María Fontagud y Aguilera, natural de Madrid, bautizado en San José el 4 de mayo de 1867 y finado en Biarritz el 19 de julio de 1939, hijo de José María Fontagud y Gargollo, senador del Reino, Grandes Cruces de Carlos III e Isabel la Católica, gentilhombre de Cámara de S.M., y de Matilde de Aguilera y Gamboa, su primera mujer, que era hija del conde de Villalobos, primogénito del marqués de Cerralbo. Fueron sus hijas:
    1. Matilde Fontagud y Valenzuela, que sigue, XI marquesa de Villabenázar,
    2. y María de los Ángeles Fontagud y Valenzuela, XVI condesa de Torrejón, grande de España, VIII marquesa de Valverde de la Sierra, XI de Caracena del Valle, IX de Monte Real y VIII del Puente de la Virgen. Natural de Madrid, fue bautizada el 11 de agosto en los Santos Justo y Pastor y falleció soltera en la misma villa el 20 de enero de 1963.

  2. Adolfo de Valenzuela y Samaniego, XIV conde de Torrejón, grande de España, X marqués de Caracena del Valle y V de Puente de la Virgen, caballero de Calatrava, senador del Reino, gentilhombre de Cámara de S.M. con ejercicio y servidumbre. Natural de Madrid, fue bautizado en San Luis el 27 de febrero de 1869 y murió en la feligresía de la Concepción el 27 de febrero de 1927. Casó en esta parroquia el 24 de mayo de 1900 con María de las Merdedes Fernández de Lascoiti y Jiménez, dama de la reina, hija de  José Patricio Fernández de Lascoiti y Sancha, I barón de la Andaya y conde pontificio de Lascoiti, senador del Reino, gentilhombre de Cámara de S.M., y de María de los Dolores Jiménez y González-Núñez, naturales los tres de Madrid. Sin descendencia.
  3. María de la Asunción de Valenzuela y Samaniego, natural de Madrid y bautizada en San Luis el 24 de agosto de 1871. Casó en la villa y corte, parroquia de San José, el 20 de abril de 1900 con Nicolás Vázquez de Parga y de la Riva, diputado a Cortes, director general de Administración Local, caballero maestrante de Ronda. Nació este señor el 16 de octubre de 1865 en el Pazo de Peñas Corveiras del municipio de Villalba (Lugo), fue bautizado el mismo día en la parroquial de Santiago de Sancobad y falleció en Madrid el 23 de febrero de 1914. Era hijo segundo de Manuel Vázquez de Parga y Somoza, IV conde de Pallares, diputado a Cortes, senador vitalicio del Reino y vicepresidente del Senado, consejero de Estado, académico de la Real de la Historia, Grandes Cruces de Carlos III e Isabel la Católica, maestrante de Ronda, gentilhombre de Cámara de S.M., natural y dueño del pazo de Peñas Corveiras, y de María de la Paz de la Riva y Estévez, nacida en Santiago de Compostela. Tuvieron por hijo segundo y subrogado en la primogenitura a
Manuel Vázquez de Parga y Valenzuela, abogado y teniente coronel del Cuerpo de Intervención de la Armada, que nació el 15 de agosto de 1901 en la calle Jorge Juan n.º 5 de Madrid, feligresía de la Concepción, donde también expiró el 11 de noviembre de 1946. Casó por lo castrense en El Ferrol el 5 de agosto de 1925 con Irene Rojí y Rozas, nacida en El Ferrol el 20 de junio de 1904 y fallecida en Madrid el 20 de diciembre de 1947, hija del almirante Antonio Rojí y Echenique, capitán general de la zona marítima del Ferrol, natural de Zaragoza, y de Concepción Rozas y Fernández-Flórez, que lo era de Valencia. Procrearon nueve hijos, que se expondrán en el condado de Torrejón. Entre ellos a
Manuel Vázquez de Parga y Rojí, de quien se hablará más abajo, pues fue el XIII marqués de Villabenázar.

  4. Rafael de Valenzuela y Samaniego, nacido el 26 de abril de 1873 en Madrid, donde murió intestado el 22 de mayo de 1910. Casó en Andújar el 21 de julio de 1902 con Engracia Castillo y Labarta, natural de Palma de Mallorca. Sin prole.
  5. E Isabel María de Valenzuela y Samaniego, nacida el 19 de mayo de 1878 en Madrid, donde casó el 17 de abril de 1902 con Mariano Luque y Palma, que estaba viudo y con prole de Ana García Maldonado y Pacheco. Nació este señor el 17 de abril de 1858 en Madrid, donde finó el 12 de septiembre de 1905, y era hijo primogénito de Federico Luque y Velázquez, I marqués de Luque, a quien premurió, senador del Reino, natural de Adra (Almería), y de María del Rosario Palma y Jiménez, que lo era de Cantillana (Sevilla). Con sucesión.

### Rehabilitación por Alfonso XIII
(Varonía Fontagud) Undécima marquesa
Después de los días de Joaquín de Samaniego y Godoy, el marquesado de Villabenázar vacó durante casi 60 años, hasta que fue rehabilitado en 1916 por el rey Alfonso XIII en favor de
• Matilde Fontagud y Valenzuela (1891-1923),  XI marquesa de Villabenázar, natural de Madrid, que fue bautizada en San Luis el 22 de julio de 1891 y finó el 2 de marzo de 1923. Era biznieta de su predecesor, hija de José María Fontagud y Aguilera y de Concepción de Valenzuela y Samaniego, XV condesa de Torrejón, ya citados.
Casó el 23 de enero de 1915 en el Asilo de Huérfanos del Sagrado Corazón de Jesús de Madrid con Federico Ballester y Asensio, nacido en Madrid en 1891, hijo de José María Ballester y Arenas, natural de Murcia, y de Beatriz Asensio y Herrero, que lo era de Córdoba. Tuvieron por hijos a 
1. Federico Ballester y Fontagud, que nació el 13 de febrero de 1916 en Madrid, donde murió asesinado el 9 de agosto de 1936.
2. José Antonio Ballester y Fontagud, nacido en Madrid el 12 de septiembre de 1917 y que fue asesinado junto con su hermano el 9 de agosto de 1936.
3. Y Francisco de Borja Ballester y Fontagud, que murió niño.

### Rehabilitación por Juan Carlos I
(Álvarez de Toledo) Decimosegundo marqués
Después de los días de Matilde Fontagud y Valenzuela, el marquesado de Villabenázar vacó durante otros 60 años, hasta que fue rehabilitado en 1983 por el rey Juan Carlos I a favor de
•  Lorenzo Álvarez de Toledo y Mencos (1908-2001),  XII marqués de Villabenázar, general de Caballería, que nació en San Sebastián el 10 de julio de 1908 y murió en 2001. Era el 7.º hijo varón de Manuel Álvarez de Toledo y Samaniego, VI marqués de Miraflores y VIII de Casa Pontejos, dos veces grande de España, VI conde de Villapaterna, consejero de Estado, presidente de la Cruz Roja Española, maestrante de Sevilla y gran cruz de Isabel la Católica, gentilhombre de Cámara de S.M. con ejercicio y servidumbre, jefe de la Casa de los infantes Doña María Teresa y Don Fernando, y de Blanca Mencos y Rebolledo de Palafox, su primera mujer, X condesa de Eril y XI de los Arcos, otras dos veces grande de España, XV marquesa de Navarrés y X de San Felices de Aragón; nieto del coronel Alonso Tomás Álvarez de Toledo y Silva, X marqués de Martorell, y de Genoveva de Samaniego y Pando, V marquesa de Miraflores y VII de Casa Pontejos, X condesa de la Ventosa, dama de la reina y de la Orden de María Luisa, y biznieto de Manuel de Samaniego y Asprer, IX vizconde de la Armería, arriba citado como hijo del segundo matrimonio del IX marqués de Villabenázar, y de Carolina de Pando y Moñino, su mujer, III marquesa de Miraflores y VI de Casa Pontejos. En las voces sobre estos dos marquesados se expone su línea con detalle.
Casó en Fuenterrabía el 30 de octubre de 1931 con María de Liniers y Pidal, que falleció siendo marquesa viuda el 22 de febrero de 2002, hija de Tomás de Liniers y Muguiro y de María del Amparo Pidal y Bernaldo de Quirós; nieta de Santiago de Liniers y Gallo de Alcántara, I conde de Liniers, y de María Teresa de Muguiro y Cerragería, y materna de Alejandro Pidal y Mon, ministro de la Corona, presidente del Congreso de los Diputados, embajador ante la Santa Sede, director de la Real Academia Española y numerario también de Ciencias Morales y Políticas, caballero del Toisón de Oro, y de Ignacia Bernaldo de Quirós y González de Cienfuegos, de los marqueses de Campo Sagrado. Fueron padres de
1. Manuel Álvarez de Toledo y Liniers, arquitecto, que falleció el 26 de mayo de 1987. En diciembre de 1961 contrajo matrimonio en Madrid, parroquial de la Concepción, teniendo por padrinos a SS.AA.RR. los Condes de Barcelona,[83] con Berta Quintana y Zarandona, hija de Felipe de Quintana y Pombo, de los marqueses de Robrero, y de Josefina Zarandona y Silió, natural de Valladolid. Procrearon a
  1. Lorenzo Álvarez de Toledo y Quintana,
  2. Manuel Álvarez de Toledo y Quintana,
  3. Felipe Álvarez de Toledo y Quintana
  4. y Jaime Álvarez de Toledo y Quintana.
2. Lorenzo Álvarez de Toledo y Liniers, que murió sin descendencia antes que Manuel,
3. María Álvarez de Toledo y Liniers, monja carmelita descalza,
4. y Santiago Álvarez de Toledo y Liniers, abogado, caballero de Malta, que casó en la madrileña basílica de San Francisco el Grande, en abril de 1968,[84] con Isabel Mazarrasa y Martín-Artajo, hija de Rafel de Mazarrasa y Quijano y de Isabel Martín-Artajo Álvarez; nieta de Juan Manuel de Mazarrasa y Quintanilla y de Lucía Quijano y de la Colina, de los condes de Forjas de Buelna, y sobrina carnal de Alberto Martín-Artajo, letrado y secretario del Consejo de Estado, ministro de Asuntos Exteriores que negoció el Concordato de 1953. Padres de tres hijos:
  1. Rafael Álvarez de Toledo y Mazarrasa,
  2. Lucas Álvarez de Toledo y Mazarrasa, Pez Mago, compositor y cantautor de música pop rock y folk rock,[85]
  3. y Lorenzo Álvarez de Toledo y Mazarrasa.

### Segundo pleito
El 1.º de marzo de 2000, a Lorenzo Álvarez de Toledo y Mencos le movió pleito su pariente el conde de Torrejón sobre mejor derecho al marquesado de Villabenázar. La sentencia, favorable al demandante, fue dictada el 22 de octubre de 2001 por el Juzgado de Primera Instancia n.º 48 de Madrid y declarada firme por resolución del 5 de junio de 2002, cuando ya había fallecido el demandado.
(Vázquez de Parga) Decimotercer marqués
En ejecución de dicha sentencia, y por real carta de 10 de diciembre de 2002, sucedió
• Manuel Vázquez de Parga y Rojí (1929-2005), XVIII conde de Torrejón, grande de España, XIII marqués de Villabenázar, X de Valverde de la Sierra, X del Puente de la Virgen, XIII de Caracena del Valle, X de Tejada de San Llorente y V conde de Casa Trejo, capitán de fragata de la Armada, placa de San Hermenegildo, que nació en El Ferrol el 17 de febrero de 1929 y murió en 2005 (ó 2004). Era hijo de Manuel Vázquez de Parga y Valenzuela y de Irene Rojí y Rozas, ya citados, y tataranieto del X marqués de Villabenázar, como arriba quedó apuntado y con más detalle se verá en la voz Condado de Torrejón.
En 1991 cedió el marquesado de Puente de la Virgen a su hija Ana. Y nueve años después hizo distribución de todos sus títulos entre sus hijos —extendiendo este carácter a la cesión anterior— mediante escritura otorgada en Tarragona el 5 de abril de 2000 a fe del notario José Luis Maroto Ruiz. En virtud de esta disposición, sus hijos le fueron sucediendo en los otros cuatro marquesados (Valverde de la Sierra y Tejada de San Llorente en 2000, Caracena del Valle en 2002 y Villabenázar en 2003). Conservó hasta el fin de sus días los condados de Torrejón, con grandeza de España, y de Casa Trejo.
Casó en la parroquial de San Julián del Ferrol el 1.º de julio de 1957 con Ana María Andrade y Rodríguez, nacida en Vegadeo (Asturias) el 14 de junio de 1934, hija de Eduardo Andrade y Sabio, natural de La Coruña, y de Ana Rodríguez Sixto, que lo era de Luarca. Fueron padres de
1. Manuel Vázquez de Parga y Andrade, XIX conde de Torrejón, grande de España, y XI marqués de Monte Real,[90] nacido en El Ferrol el 27 de junio de 1958. Casó en Valencia el 18 de marzo de 1989 con Victoria Mestre y de Juan, nacida en Madrid el 21 de junio de 1956, hija de Carlos Mestre Rossi y de Victoria de Juan Fernández, naturales de Madrid. Tienen un hijo de sangre y tres adoptivos.
2. Ana María Vázquez de Parga y Andrade, XI marquesa del Puente de la Virgen, nacida en El Ferrol el 22 de octubre de 1960. Casó en Tarragona el 27 de julio de 1985 con Javier Sánchez Icart, Magistrado, nacido en Barcelona el 19 de diciembre de 1955, hijo de Jesús Sánchez Córdoba, capitán de la Guardia Civil, natural de Valencia, y de Dolores Icart Rosell, nacida en Tarragona. Con descendencia.
3. Irene María Vázquez de Parga y Andrade, XI marquesa de Valverde de la Sierra, nacida en El Ferrol el 6 de enero de 1962, profesora de Instituto de FP.[91] Casó en Tarragona el 7 de julio de 1984 con Ramón Burrut y Ribes, nacido en esta ciudad el 20 de agosto de 1951, hijo de Salvador Burrut Romeu y de Dolores Ribes Rosell, naturales también de Tarragona. Sin prole.
4. Patricia Vázquez de Parga y Andrade, XI marquesa de Tejada de San Llorente, nacida en El Ferrol el 16 de junio de 1963. Casó en Tarragona el 24 de abril de 1992 con Josep Andreu, ingeniero industrial, nacido en esta ciudad el 18 de febrero de 1964, hijo de Josep Andreu Mercader y de Francisca Figueras Simó, naturales también de Tarragona. Con posteridad.
5. María Vázquez de Parga y Andrade, XIV marquesa de Caracena del Valle, nacida en El Ferrol el 12 de septiembre de 1964. Casó en Tarragona el 5 de mayo de 1991 con Álex Chausse Masip, economista, nacido en Tarragona el 28 de diciembre de 1963, hijo de Aimé Chausse, natural de Le Mont-sur-Lausanne (Suiza), y de Monserrat Masip Pamies, nacida en Tarragona. Con hijas.
6. María del Carmen Vázquez de Parga y Andrade, que sigue,
7. María del Pilar Vázquez de Parga y Andrade, VI condesa de Casa Trejo, nacida en El Ferrol el 11 de marzo de 1967. Casó en Tarragona el 14 de mayo de 1994 con Juan Luis Castillo y Castilla, ingeniero industrial, nacido en Tarragona el 27 de marzo de 1967, hijo de Luis Castillo Pecos, natural de Talarrubias (Badajoz), y de Ana Castilla Muñoz, nacida en Puertollano (Ciudad Real). Con prole.
8. Mónica Vázquez de Parga y Andrade, nacida en El Ferrol el 3 de diciembre de 1969. Casó en Tarragona el 12 de abril de 1997 con Juan Villoria y Charpentier, nacido en París el 25 de enero de 1967, hijo de José Luis Villoria Alonso y de Jacqueline Charpentier. Con posteridad.
9. Y María de la Concepción Vázquez de Parga y Andrade, nacida en El Ferrol el 31 de enero de 1971. Casó en Tarragona el 1.º de abril de 1995 con Felipe Guspí y Bori, ingeniero industrial, nacido en Valencia el 2 de febrero de 1967, hijo de Ramón Guspí Avellana, natural de Olujas (Lérida), y de María Dolores Bori Lizondo, nacida en Valencia. Con descendencia.

### Actual poseedora
En 2003 sucedió por distribución y cesión su hija
• María del Carmen Vázquez de Parga y Andrade,  XIV y actual marquesa de Villabenázar, nacida en El Ferrol el 22 de enero de 1966.
Casó en Tarragona el 28 de octubre de 1989 con Raúl Navarro Roldán, profesor titular de Derecho del Trabajo de la Universidad Rovira i Virgili, subdelegado del Gobierno en Tarragona, director provincial del Ministerio de Trabajo y Asuntos Sociales, nacido en Tarragona el 14 de enero de 1963, hijo de Pablo Navarro y de la Morena, natural de Madrid, y de Natividad Roldán Aramburu, nacida en Pamplona. De este matrimonio han nacido cuatro hijos:
1. Rocío Navarro y Vázquez de Parga, inmediata sucesora, nacida en Tarragona el 10 de febrero de 1991,
2. Miriam Navarro y Vázquez de Parga, nacida en Tarragona el 6 de julio de 1993,
3. Raúl Navarro y Vázquez de Parga, nacido en Tarragona el 3 de abril de 1996,
4. y Mónica Navarro y Vázquez de Parga, nacida en Tarragona el 10 de diciembre de 1998.